# Hawker Hurricane
El Hawker Hurricane («huracán» en inglés) fue un caza monoplaza británico diseñado en la década de 1930 por Hawker Aircraft para la Real Fuerza Aérea (RAF). Fue el primer caza monoplano británico y el primero en entrar en servicio, seguido del Supermarine Spitfire un año más tarde, ambos nacidos de la Especificación F.36/34 del Ministerio del Aire británico (modificada por la definitiva F.5/34), solicitada por Sir Hugh Dowding y proyectado por Sir Sydney Camm.
El Hurricane fue fundamental para el rearme británico ante la inminente Segunda Guerra Mundial y puso al Reino Unido en condiciones casi óptimas para poder afrontar el conflicto desde el aire con un caza robusto y estable. Aunque en gran medida eclipsado por el Spitfire, el Hurricane se hizo famoso durante la Batalla de Inglaterra, donde consiguió en torno al 60 % de las victorias aéreas de la RAF entre julio y octubre de 1940, y sirvió en todos los escenarios principales de la Segunda Guerra Mundial.
El diseño de los años 30 evolucionó a través de varias versiones y adaptaciones, dando como resultado una serie de aviones que actuaron en distintas funciones como cazas interceptores, cazabombarderos, y aviones de apoyo aéreo cercano. Las versiones navales, conocidas como Sea Hurricane, fueron modificaciones para poder operar desde buques de guerra. Algunas unidades fueron modificadas para ser lanzadas desde una catapulta, como escolta de convoyes marítimos. Estos aviones fueron conocidos como Hurricats.
En total fueron construidas 14 231 unidades hasta que finalizó la Segunda Guerra Mundial (1945), incluyendo cerca de 1400 aviones fabricados en Canadá por la empresa Canadian Car and Foundry, unos 3000 entregados a la Unión Soviética y unos 1200 convertidos a Sea Hurricane.
Según la web oficial del museo conmemorativo de la Batalla de Inglaterra, sólo quedan doce unidades en condiciones óptimas de aeronavegabilidad, seis de ellas en el Reino Unido, dos de las cuales son operadas por dicha institución.

## Diseño y desarrollo

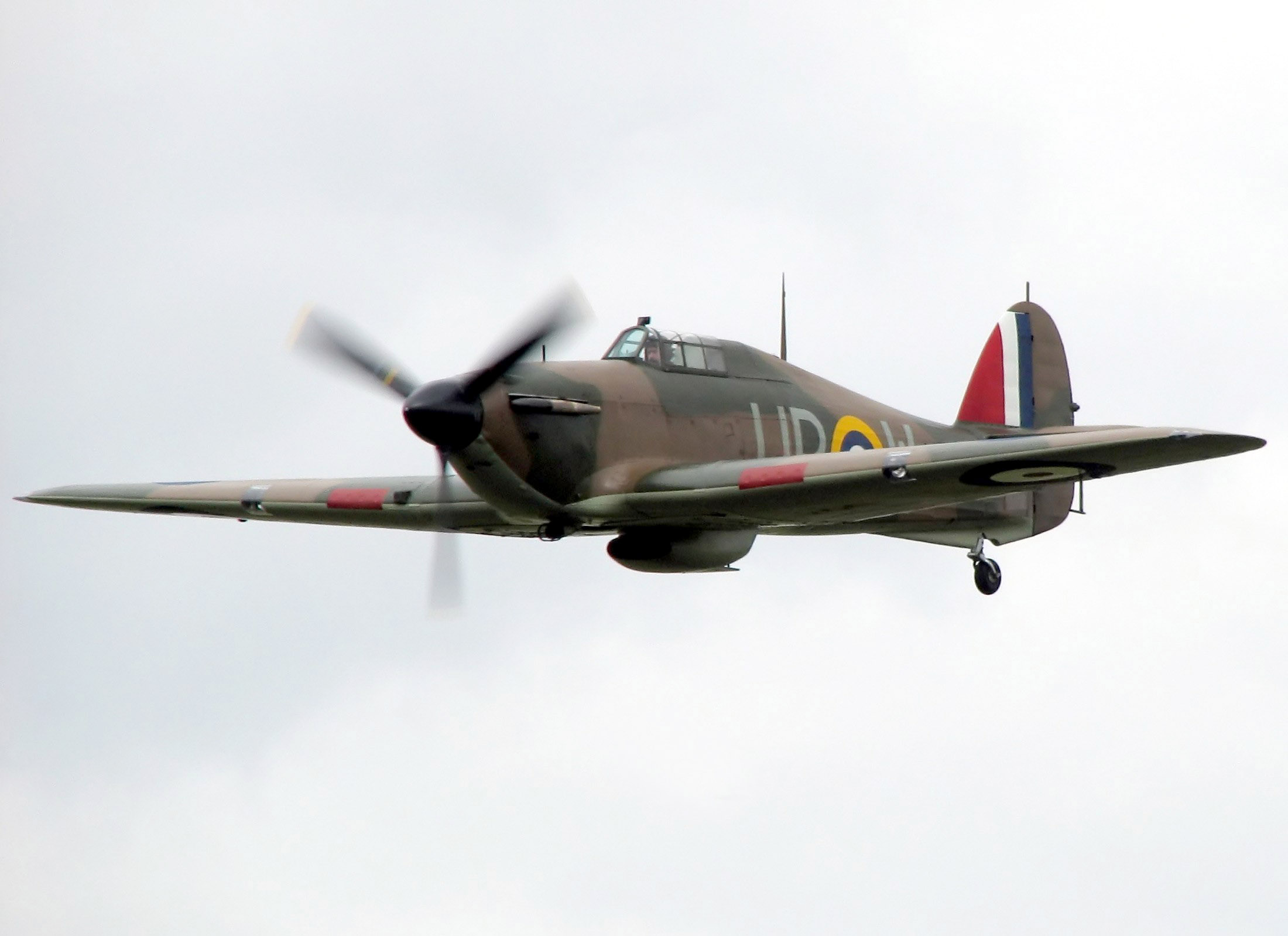
Un Hurricane Mk I (n.º serie R4118) fabricado en 1940 volando en 2006.

Ya hacia 1935, el Hurricane demostró ser una perfecta muestra de equilibrio entre ingeniería convencional (lo que facilitó su fabricación y reparación) y los nuevos conceptos aeronáuticos que pudieron mantenerlo en primera línea de combate hasta 1941 aproximadamente como un duro oponente. De hecho, por esa época el Hurricane superaba a su oponente natural, desconocido aún, el Bf 109 recién presentado a la Luftwaffe por el profesor Messerschmitt.
Fácil y barato de producir, resistente pese a su fuselaje recubierto de tela, era una plataforma de disparo excelente e increíblemente estable, características que lo hacían un caza perfecto para el ataque a bombarderos. Fue el caza aliado más numeroso de la Batalla de Inglaterra y, según muchos especialistas, el verdadero héroe de la misma, dado que llevó la mayor parte del peso y del castigo del enfrentamiento.
Así, el Supermarine Spitfire, superior aunque más caro, fue elegido para encarar a sus homólogos del Eje, los Bf 109, principalmente.

### Antecedentes
El 24 de octubre de 1933, un diputado por Epping, Essex, Inglaterra, llamado Winston S. Churchill, alertó de forma profética a la Cámara de los Comunes sobre la gran potencia militar en que se estaba convirtiendo Alemania y el peligro que ello supondría para naciones como la suya. Una declaración visionaria, en tanto en cuanto se intuía que Alemania no cumpliría las duras condiciones del Tratado de Versalles, y consolidada con la presentación en marzo de 1935 de la secreta, y en formación velada hasta entonces, Luftwaffe.
En julio de 1934, el Gobierno inglés aprobó un aumento del número de escuadrones de la RAF en 41, obligándose a llegar a 75 escuadrones equipados con todo tipo de aparatos para 1939. Junto a esta medida del gobierno, surgieron las especificaciones del Ministerio del Aire F.36/34 y F5./34, destinadas en conjunto al desarrollo de un avión de caza moderno que equipara a la RAF, de acuerdo a los nuevos conceptos aeronáuticos aplicados a la guerra.
Ambas decisiones dieron lugar a la producción para la RAF del Hurricane y del Spitfire basados en el motor Private Venture 12 de Rolls-Royce, sin los cuales, el objetivo de incrementar y modernizar los efectivos de la RAF nunca hubiera sido posible.

### Desarrollo

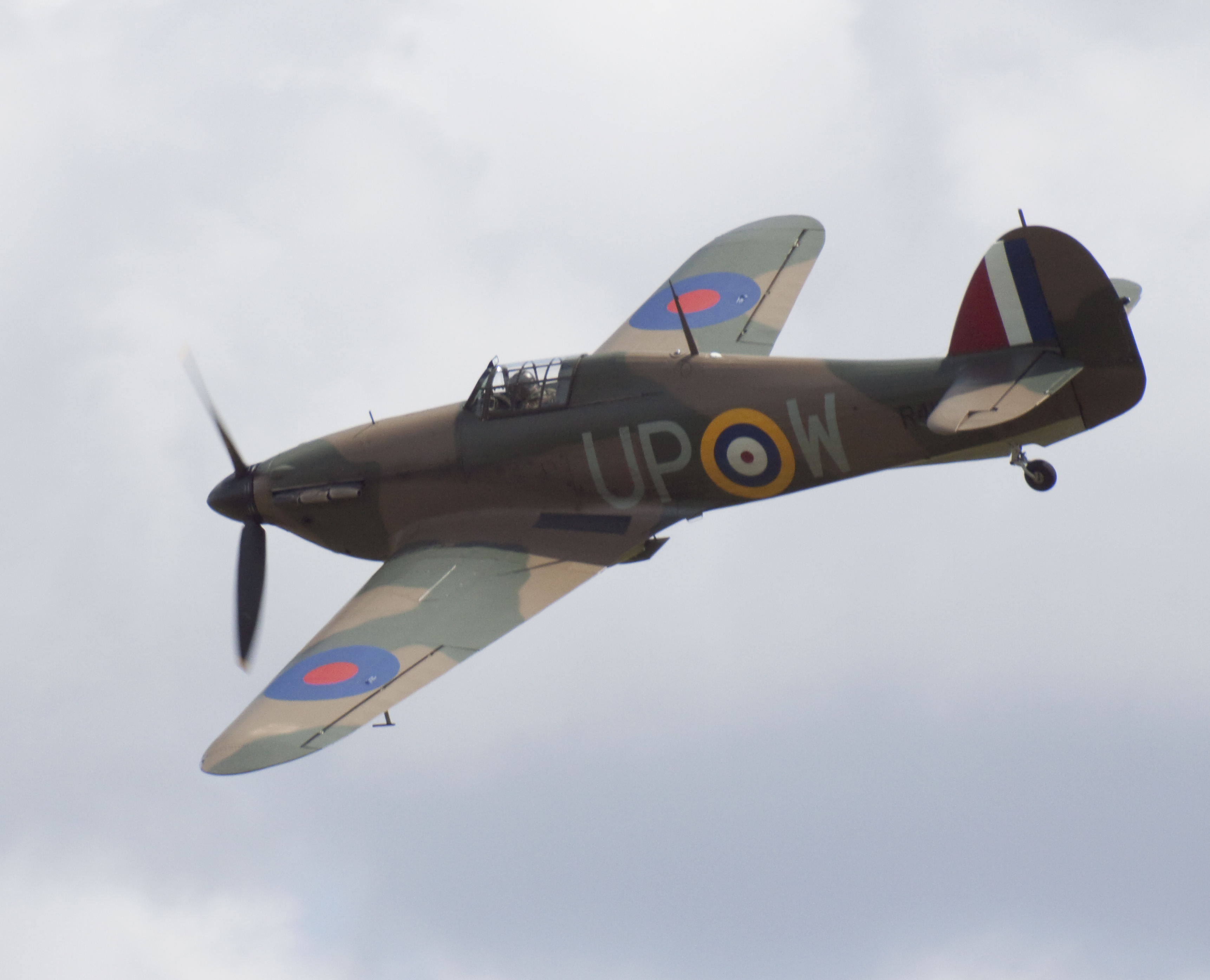
Hawker Hurricane Mk I, Cosford Air Show 2009.

En 1934, la especificación inicial F.36/34 exigía un caza provisto del nuevo motor Merlin de Rolls Royce Ltd, también conocido como PV-12 (Private Venture 12, «iniciativa privada», debido a que la compañía no recibió dinero del gobierno para trabajar en el proyecto). La F.5/34 exigía mejoras en el diseño y armamento, un diseño que comenzó en 1934 de la mano del veterano ingeniero aeronáutico Sydney Camm.
Diseñado sobre la base de modelos anteriores de Hawker, sobre todo del Hawker Fury, el Hurricane ya era algo obsoleto cuando se inició su producción en masa y cuando se le necesitó para defender la Isla de Gran Bretaña. Las uniones en su estructura ni siquiera estaban soldadas y eran mecánicas. No obstante, mantenía un tipo de fuselaje «Warren» muy resistente a la torsión, lo que le proporcionó un control y una maniobrabilidad excelentes, aunque algo inútil para la época, dados los nuevos conceptos de combate aéreo en los que primaba la potencia de fuego y la velocidad.
Sobre esta frágil estructura mecánica de acero, se montó una cubierta externa, compuesta simplemente de tela de lino y sin tensar, que sorprendentemente demostró soportar un gran castigo de fuego; esto era debido a que la mayoría de los proyectiles recibidos atravesaban limpiamente el fuselaje, un fuselaje de una estructura tan reducida que tenía menos probabilidad de ser alcanzada o dañada y que, al no estar tensada, resistía mejor los daños en la cubierta.
Posteriormente, a mediados de abril de 1939, el ala de dos largueros fue reforzada con una protección metálica de dural o duraluminio, una aleación ligera de aluminio y cobre muy útil en aeronáutica por su relación resistencia-peso; más tarde se reforzó también la cabina del piloto.
Los modelos iniciales usaban aún una hélice de madera bipala Watts de paso fijo, y el motor lineal de Rolls Royce: Merlin C (Merlin puro) de 12 cilindros, refrigerado por líquido y 1025 hp.
Muchos de estos primitivos modelos participaron activamente en la Batalla de Inglaterra; usaban una mirilla simple como las de los cazas de la Primera Guerra Mundial.

### El prototipo
El prototipo voló por vez primera el 6 de noviembre de 1935 y en 1937 entró en servicio denominado como Hurricane Mk I (de la nomenclatura anglosajona «mark nº»). Tenía un armazón (estructura) muy básico, prácticamente de madera, una cubierta de tela, una hélice (también de madera) bipala Watts y de paso fijo, y un motor Rolls-Royce Merlin C de 990 hp.

### Producción

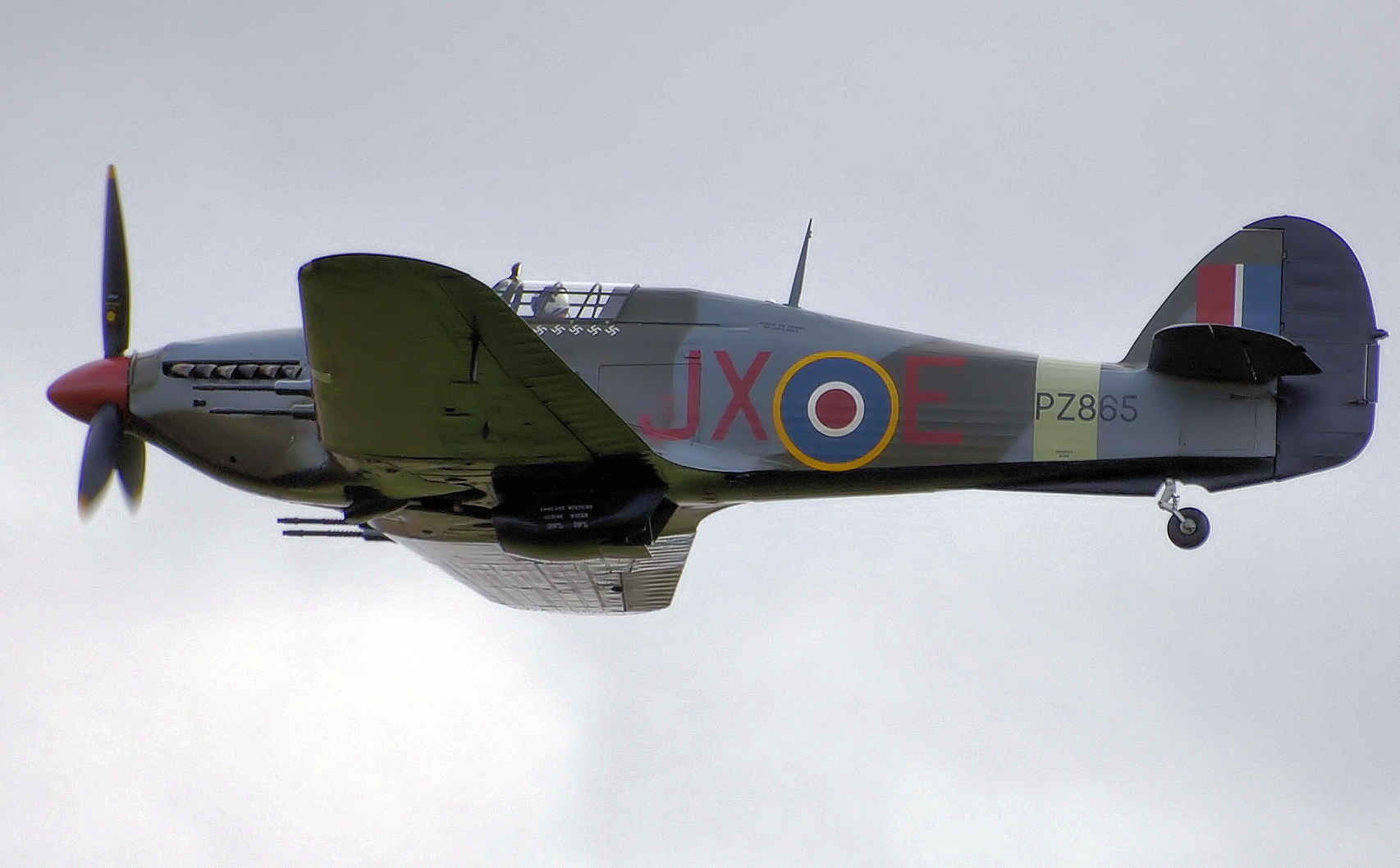
El último Hurricane producido de 14 533, versión Mk IIC, originalmente conocido como "The Last of the Many" y propiedad de Hawker, volando en el Battle of Britain Memorial Flight.

En 1936, el Gobierno inglés aprobó la construcción de los primeros 600 Hurricane provistos ya del motor Merlin II y, cuando se inició su desarrollo, el Merlin III de 1030 hp ya era operativo, aunque en fase de pruebas.
También en esta fecha y antes de instalar el nuevo motor, la hélice había sufrido numerosos y grandes cambios, pasando por la mencionada bipala Watts de madera, la hélice de Havilland, una tripala metálica de dos posiciones, y más tarde una Rotol de velocidad constante que mejoró las prestaciones en altitud y ascenso.
Así, el cambio del motor y la hélice, el revestimiento metálico de las alas y el refuerzo de protección para el piloto, junto con las 8 ametralladoras Browning M1919 alares, dieron con el modelo final del Hawker Hurricane para enfrentarse a la amenaza alemana, el caballo de batalla de la Real Fuerza Aérea en su modelo Mk I del cual, cuando se inició la Segunda Guerra Mundial con la invasión de Polonia, poseía 497 aparatos operativos, distribuidos en 18 escuadrones con base en las islas.
En el otoño de 1937, el Hurricane estaba en plena producción y, en noviembre, se pudo equipar al Escuadrón n.º 111 de caza de Northolt, oeste de Londres (Ealing), que en marzo de 1938 había alcanzado los 6 aviones por semana. A finales de 1939, el equipamiento de Hurricane se había distribuido entre los 18 escuadrones de la RAF, de los cuales el n.º 1 (Tangmere, 10/1938), el 73, el 85 y el 87 (Debden, 8-9/1938) se integraron en el Ala de Caza n.º 60 de la Fuerza Expedicionaria Británica, que se trasladó entre el 9 y el 15 de septiembre a las bases francesas de El Havre y finalmente a Vassincourt, Rouvres y Lille/Seclin, respectivamente, al comienzo ya de La Guerra Falsa.
Durante la Batalla de Inglaterra, de julio a octubre de 1940, la RAF dispuso de 36 escuadrones del caza Hurricane Mk I, de los cuales 2 estaban pilotados por polacos (el 302 y el 303), 2 por checos (310 y 312) y uno lo constituía el 1 Royal Canadian Air Force. Para agosto de 1940, ya se habían fabricado 2300 Hurricane, llegando a los 14 231 aparatos durante toda la guerra, participó en todos los frentes y teatros del conflicto, enviándose otras 3000 unidades al Frente Oriental para la Unión Soviética.
Pese a ser el gran héroe de la Batalla de Inglaterra, las características desfasadas de los modelos típicamente de caza y su falta de evolución, provocaron que, hacia mediados/finales de 1944, el Hurricane se destinara como caza de segunda línea y de entrenamiento. No obstante, otros modelos del caza siguieron produciéndose con éxito relativo según las versiones. De hecho, el Hurricane, en sus modelos cazacarro y de ataque a tierra (Mk II), se reveló como un temido adversario para los blindados y, junto al Mk IV, continuaron como cazas de primera línea en el Mediterráneo y Lejano Oriente hasta el final de la guerra.
En total, al final del conflicto, se habían producido 14 231 unidades del Hurricane, incluidas las canadienses, prestando servicio en los ejércitos de Canadá, la Unión Soviética, Polonia, Bélgica y Turquía.

#### Unidades Producidas
Se cree que se construyeron unos 15 000 Hurricane en 7 variantes distintas, incluyendo las construidas en Canadá.
| Mk I                  | 3774   |                                             |
| Mk IIA                | 1906   | (conversiones del Mk I)                     |
| Mk IIB                | 3100   |                                             |
| Mk IIC                | 3400   |                                             |
| Mk IID                | 800    |                                             |
| Mk IIE                | 250    |                                             |
| Mk T.IIC              | 2      |                                             |
| Mk III                | 0      |                                             |
| Mk IV                 | 794    |                                             |
| Mk V                  | 2      | (ambos, conversiones de Mk IV)              |
| Mk X                  | 490    | (variante de construcción canadiense)       |
| Mk XI                 | 150    | (variante de construcción canadiense)       |
| Mk XII                | 400    | (variante de construcción canadiense)       |
| Mk XIIA               | 50     | (variante de construcción canadiense)       |
| Total                 | 15 118 | incluye las versiones construidas en Canadá |
| Sea Hurricane Mk IA   | 50     | (todos, conversiones de Mk I)               |
| Sea Hurricane Mk IB   | 300    | (todos, conversiones de Mk IIA)             |
| Sea Hurricane Mk IC   | 400    | (todos, conversiones de Mk IIB & C)         |
| Sea Hurricane Mk IIC  | 400    | (todos, conversiones de Mk IIC)             |
| Sea Hurricane Mk XIIA | ?      | (conversiones de Mk XIIA)                   |
| PR.II                 | 28     | (todos, conversiones de Mk I)               |

## Variantes

### Hurricane Mk I

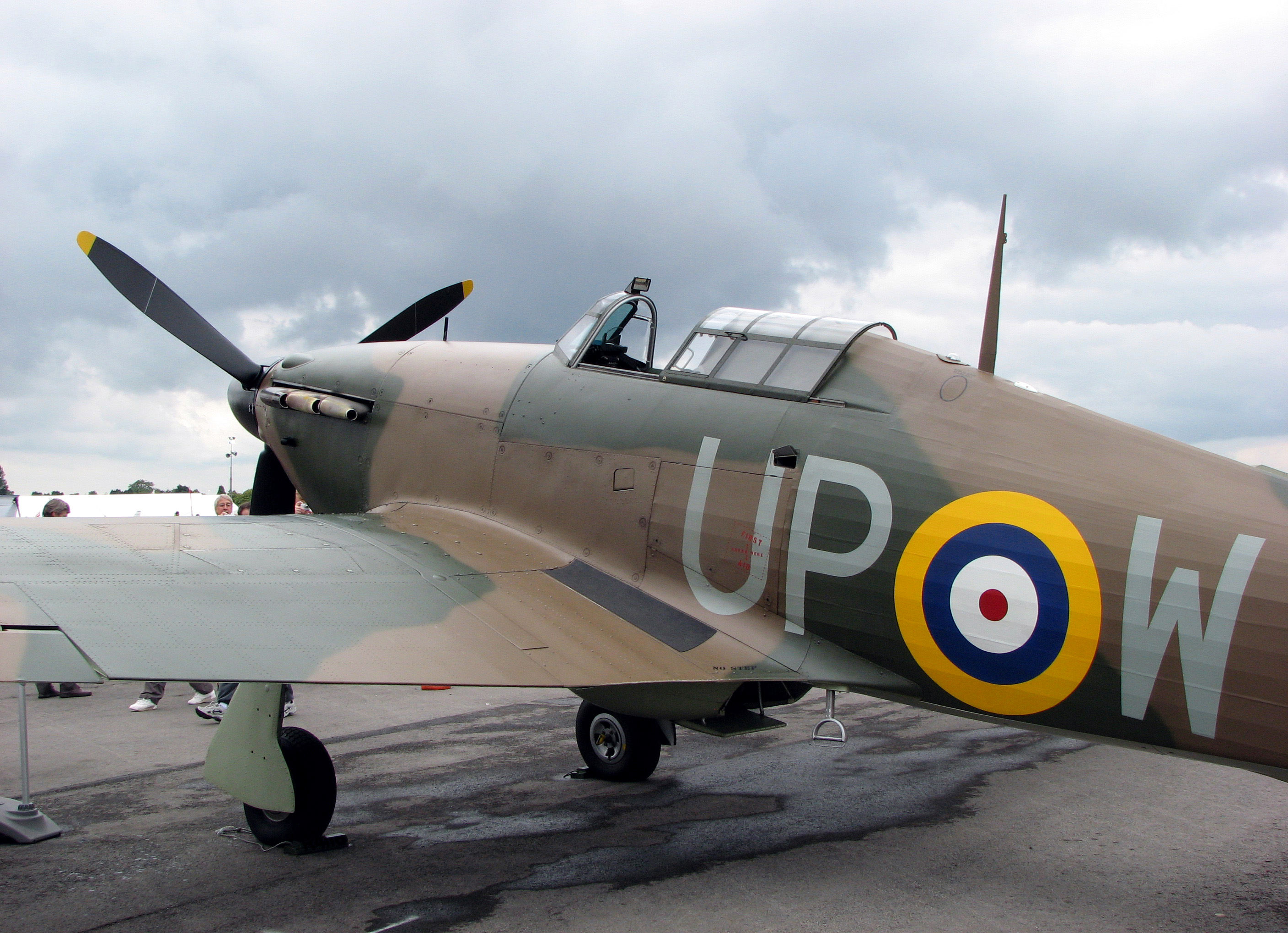
Hurricane Mk I en el aeropuerto de Kemble, Gloucestershire, Inglaterra.

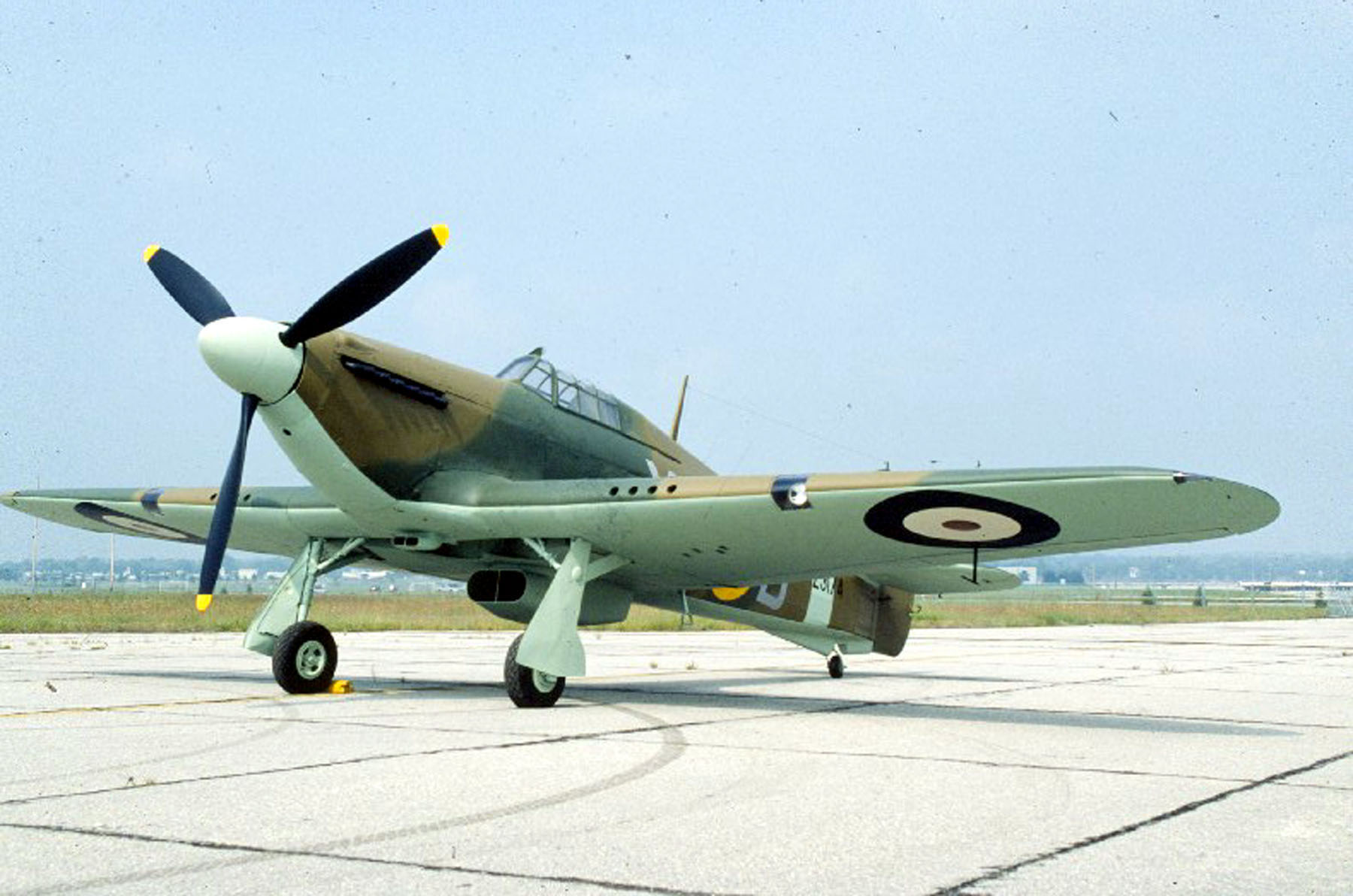
Hawker Hurricane Mk IIA en el Museo Nacional de la Fuerza Aérea de Estados Unidos.

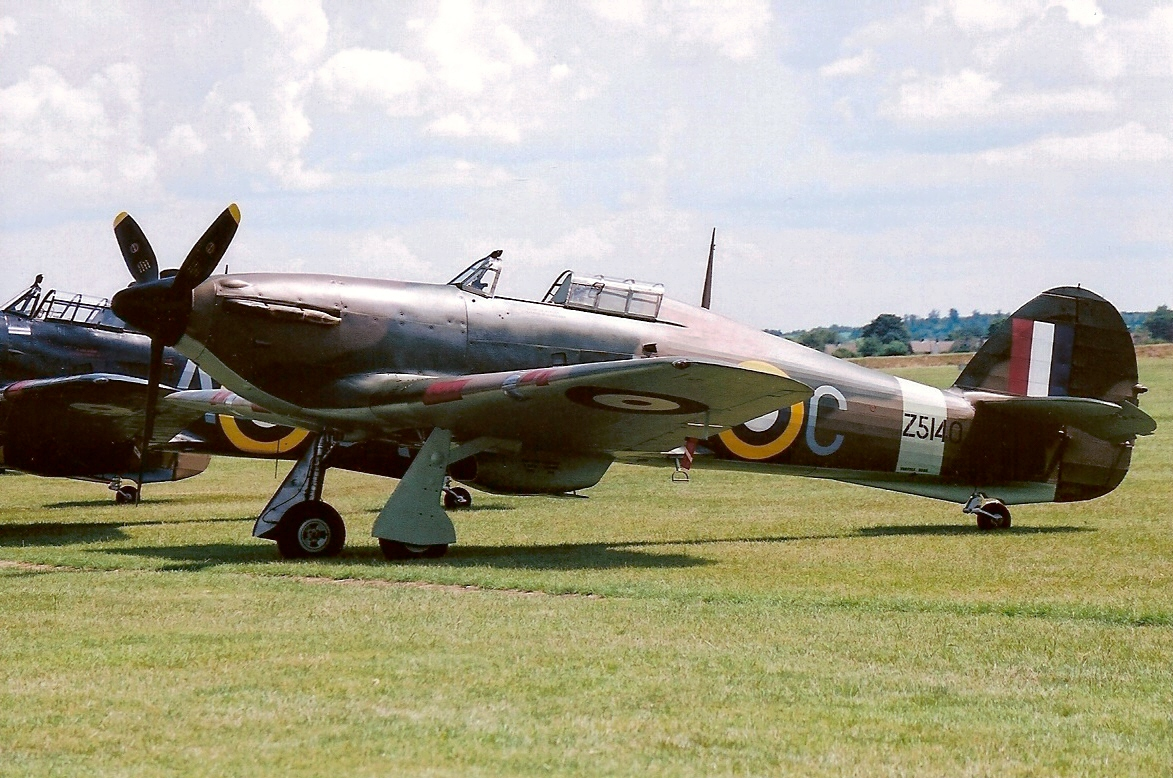
Hawker Hurricane Mk IIB (Z5140).

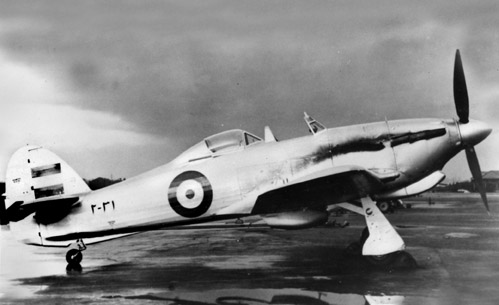
Hawker Hurricane T.Mk II de la Fuerza Imperial Persa.

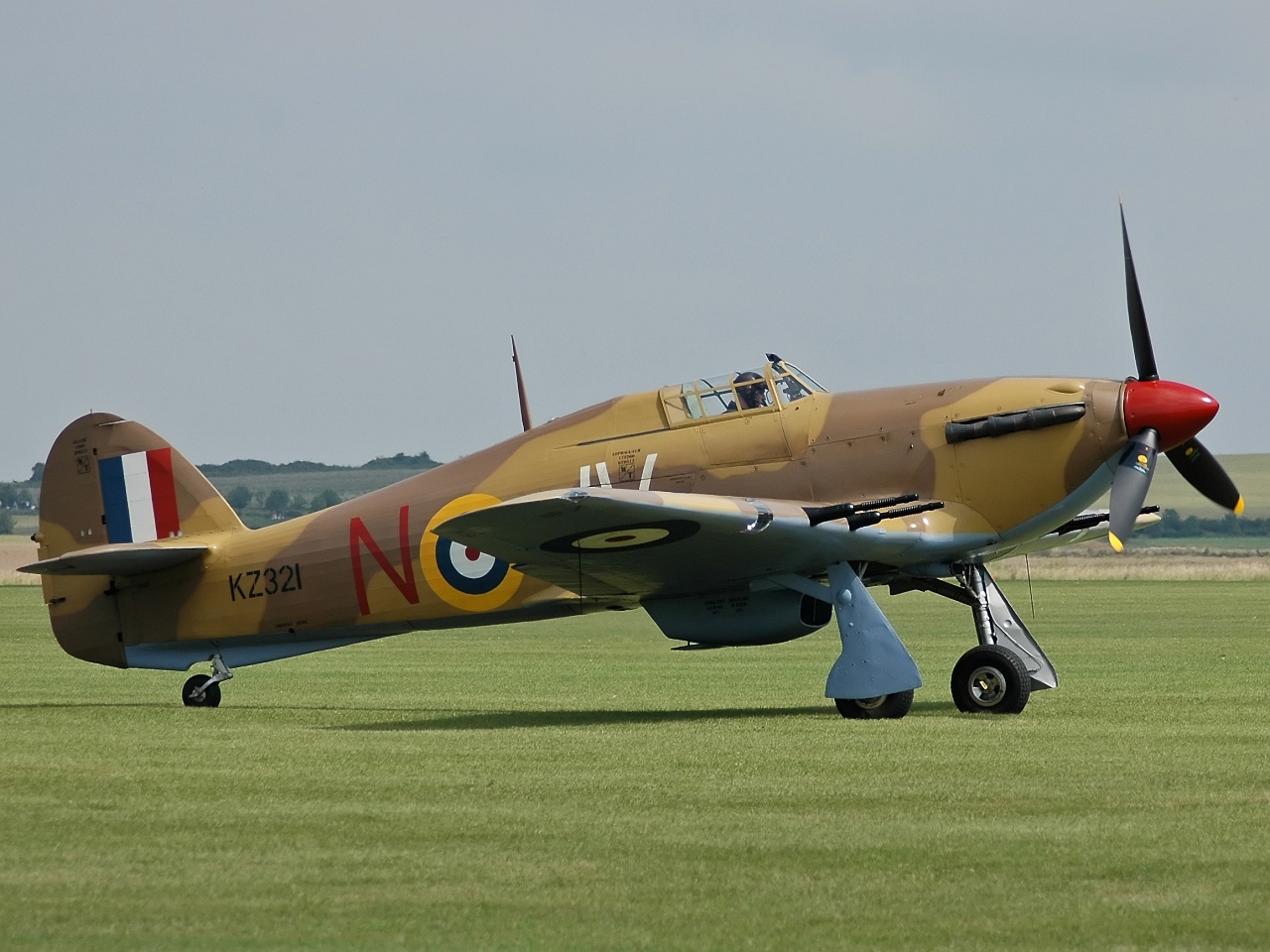
Hurricane Mk IV (KZ321) con camuflaje desértico.

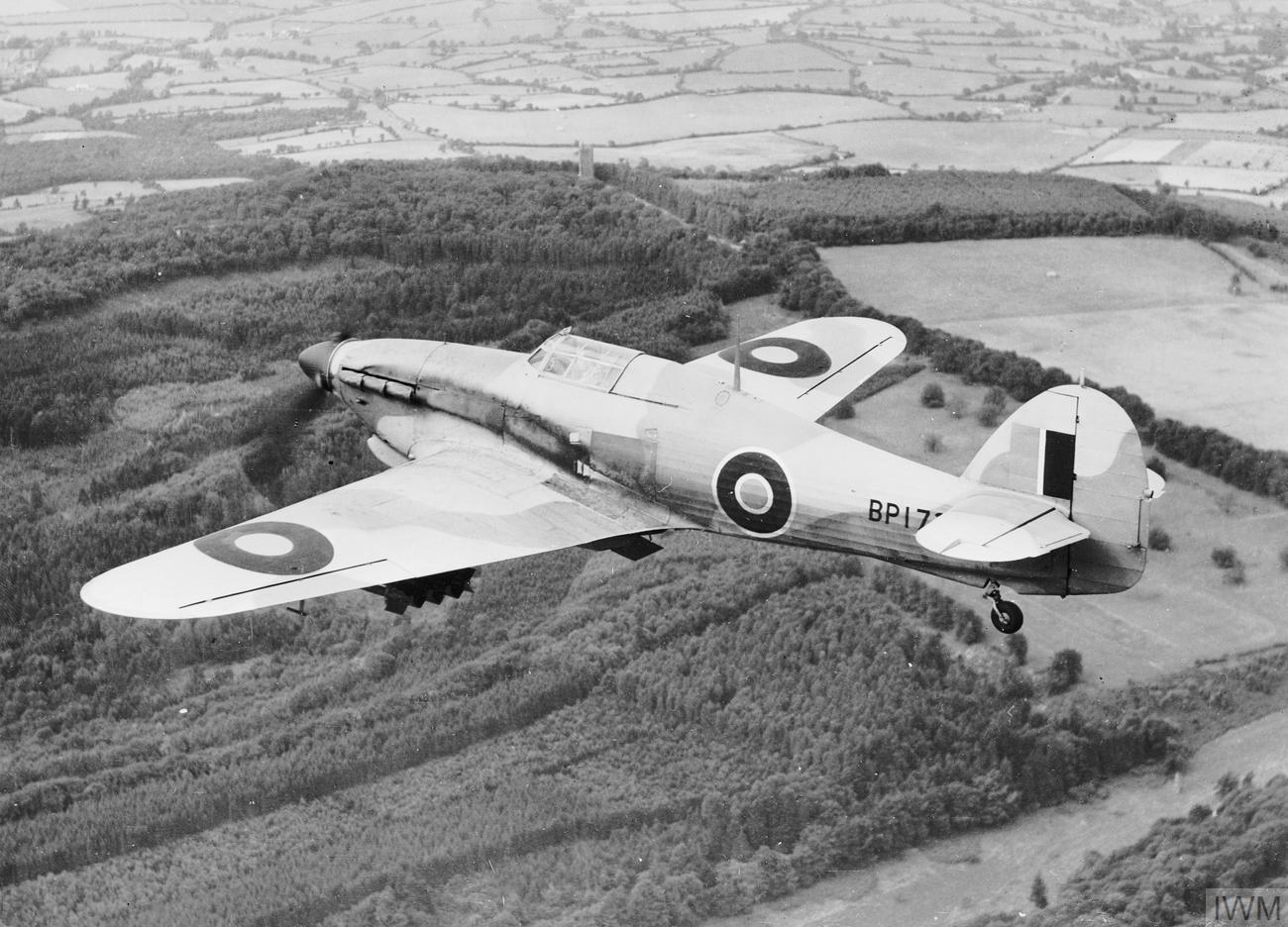
Hurricane Mk IV, armado con cohetes RP-3.

Primera versión de producción (número de serie Lxxxx), con alas recubiertas de tela, hélice bipala de madera y paso o ángulo fijo, propulsado por un motor Rolls-Royce Merlin Mk II o III de 768 kW (1030 hp) y armado con ocho ametralladoras Browning M1919 de 7,7 mm (.303 British).
Producidos entre 1937 y 1939, los primeros Hurricane se entregaron justo antes de Navidad al Escuadrón n.º 111 de Northolt (al oeste de Londres, Ealing) en 1937, y, durante 1938, a los escuadrones n.º 3 y 56. A finales de 1939, algunos escuadrones de la RAF destinados en Francia, como el n.º 1, ya contaban con aparatos ligeramente mejorados, que incluían una hélice bipala de paso variable (2 posiciones).

### Hurricane Mk I (revisado)
Revisión de la serie Hurricane Mk I fabricada principalmente por la Gloster Aircraft Company, que incorporaba blindaje metálico en las alas y en la cabina, además de las nuevas hélices tripala metálicas de paso o ángulo variable, en un principio de Havilland (VP, variable pitch) y más tarde Rotol de velocidad constante. Para cuando se inició la Segunda Guerra Mundial en 1939, la RAF había adquirido ya unos 500 (497 en concreto) ejemplares de este diseño como espina dorsal de sus escuadrones de caza, y había firmado un acuerdo para la construcción de no menos de 3500 unidades. Entre el estallido de la guerra y la Batalla de Inglaterra, aproximadamente durante la Batalla de Francia, la Gloster produjo la serie de aparatos que introducían la nueva hélice Rotol de paso ajustable y velocidad constante. El cambio mejoraba el rendimiento del aparato, sobre todo en altura, ya que el piloto podía controlar la tracción en función de la altitud, mediante la variación del ángulo de paso de las palas, y evitar además el sobrecalentamiento repentino del motor. Se construyeron 2719 unidades.

### Hurricane Mk II

#### Hurricane Mk IIA Series 1
Hurricane Mk I propulsado por el motor mejorado Merlin XX. Este nuevo motor usaba una mezcla de 30 por ciento de glicol y 70 por ciento de agua. El glicol puro es inflamable, por lo que la nueva mezcla no sólo era más segura, sino que el motor también podía funcionar a aproximadamente 70 °C menos, aumentando la vida del mismo y su fiabilidad. Este motor era más grande que el anterior Merlin, por lo que hubo que realizarse alguna pequeña modificación para hacer el avión más estable, debido al ligero adelanto del centro de gravedad. Esta versión voló por primera vez el 11 de junio de 1940 y entró en servicio en septiembre del mismo año.

#### Hurricane Mk IIB (Mk IIA Series 2)
El Hurricane Mk IIA Series 2 fue equipado con soportes para montar dos bombas GP (del inglés General Purpose) de 250 o 500 libras (110 o 230 kg). Esto reducía la velocidad máxima del Hurricane a 484 km/h, pero era normal que operaran de forma mixta con otros Hurricane. Los mismos soportes también permitían portar dos depósitos de combustible auxiliares desechables de 205 litros (45 galones), elevando a más del doble la carga de combustible del avión. Fue provisto de un nuevo cono de hélice ligeramente mayor y con 12 ametralladoras Browning 7,7 mm en las alas. El primero de esta serie fue fabricado en octubre de 1940 y fue renombrado a Mark IIB en abril de 1941.

#### Hurricane Mk IIB Trop
Para ser usados en el Norte de África, los Hawker Hurricane Mk IIB (y otras variantes) fueron «tropicalizados». Se equiparon con filtros de polvo Vokes y Rolls-Royce en el motor, y a los pilotos se les suministró un equipo de supervivencia en el desierto, que incluía una botella de agua detrás de la cabina. 3100 unidades producidas por Hawker, Gloster y Austin.

#### Hurricane Mk IIC (Mk IIA Series 2)
Hurricane Mk IIA Series 1 con el nuevo cono de hélice más grande y equipado con cuatro cañones Hispano Mk II de 20 mm en las alas. Estos Hurricane IIA Series 2 se convirtieron en Mk IIC en junio de 1941, usando un ala ligeramente modificada. Las nuevas alas también incluían un punto de anclaje para bomba de 250 o 500 libras, y después en 1941, para depósito de combustible auxiliar. Como el rendimiento era inferior al de los últimos cazas alemanes, el Hurricane fue pasado a funciones de ataque a tierra, a veces se le llamaba el Hurribomber. Este modelo también sirvió como caza nocturno.

#### Hurricane Mk IID
Conversión del Hurricane Mk IIB que estaba armado con un par de cañones antitanque de 40 mm en contenedores bajo las alas, disponía de una única ametralladora Browning cargada con munición trazadora en cada una de las alas para apuntar. El primero de estos aviones voló el 18 de septiembre de 1941 y las entregas comenzaron en 1942. Los aviones de producción en serie disponían de blindaje adicional para piloto, radiador y motor; y estaban armados con cañones Rolls-Royce de 12 disparos, que después fueron cambiados a cañones Vickers S de 40 mm con 15 proyectiles. Los soportes exteriores de las alas fueron reforzados, de manera que soportaran 4 g, con un peso de 3874 kg. El peso del armamento y del blindaje de protección tenía un impacto marginal en el rendimiento del avión. Estos Hurricane fueron apodados «Abrelatas Voladores» (en inglés: Flying Can Openers). 3400 unidades producidas por Hawker, Gloster y Austin, algunos en conversión tropicalizada.

#### Hurricane Mk IIE
Versión que introdujo otra modificación de alas, pero los cambios eran tan extensivos que se renombró Mk IV, después de que fueran entregados los 250 primeros ejemplares.

#### Hurricane Mk T.IIC
Versión biplaza para entrenamiento del Mk. IIC. Sólo se construyeron dos ejemplares para la Fuerza Aérea Persa.

### Hurricane Mk III
Versión del Hurricane Mk II motorizada con un motor Merlin fabricado en Estados Unidos por Packard, con intención de destinar los motores de fabricación británica a otros diseños. En el momento en el que comenzó la producción, la fabricación de motores Merlin había aumentado hasta el punto de que esta idea fue abandonada.

### Hurricane Mk IV
El último cambio importante en el Hurricane fue la introducción de la llamada «ala universal», un único diseño que permitía montar bombas de 250 o 500 libras, dos cañones Vickers de 40 mm, depósitos auxiliares u ocho cohetes RP-3. Equipaba dos ametralladoras Browning de 7,7 mm como ayuda para apuntar el armamento más pesado. El nuevo diseño también incorporó los motores mejorados Merlin 24 o 27 de 1208 kW (1620 hp), con filtros de polvo para operar en el desierto. El Merlin 27 tenía un sistema de aceite rediseñado que era más adecuado para operaciones en las zonas tropicales, optimizado para funcionar a una altura ligeramente inferior, en armonía con la nueva función del Hurricane como caza de apoyo cercano. El radiador era más grande y estaba blindado. También incorporó blindaje adicional en torno al motor. 2000 unidades producidas.

### Hurricane Mk V
La última variante construida, aunque sólo se fabricaron tres ejemplares, y no entró en producción en serie. Estaba propulsado por un motor Merlin 32 sobrepotenciado que desarrollaba 1700 hp a baja altitud y estaba pensado como avión de ataque a tierra puro para ser usado en Birmania. Los tres prototipos tenían hélices de cuatro palas. Alcanzaba los 525 km/h a 500 pies de altitud, una velocidad comparable al Hurricane Mk I, a pesar de ser una vez y media más pesado.

### Versiones canadienses Mk X, XI y XII

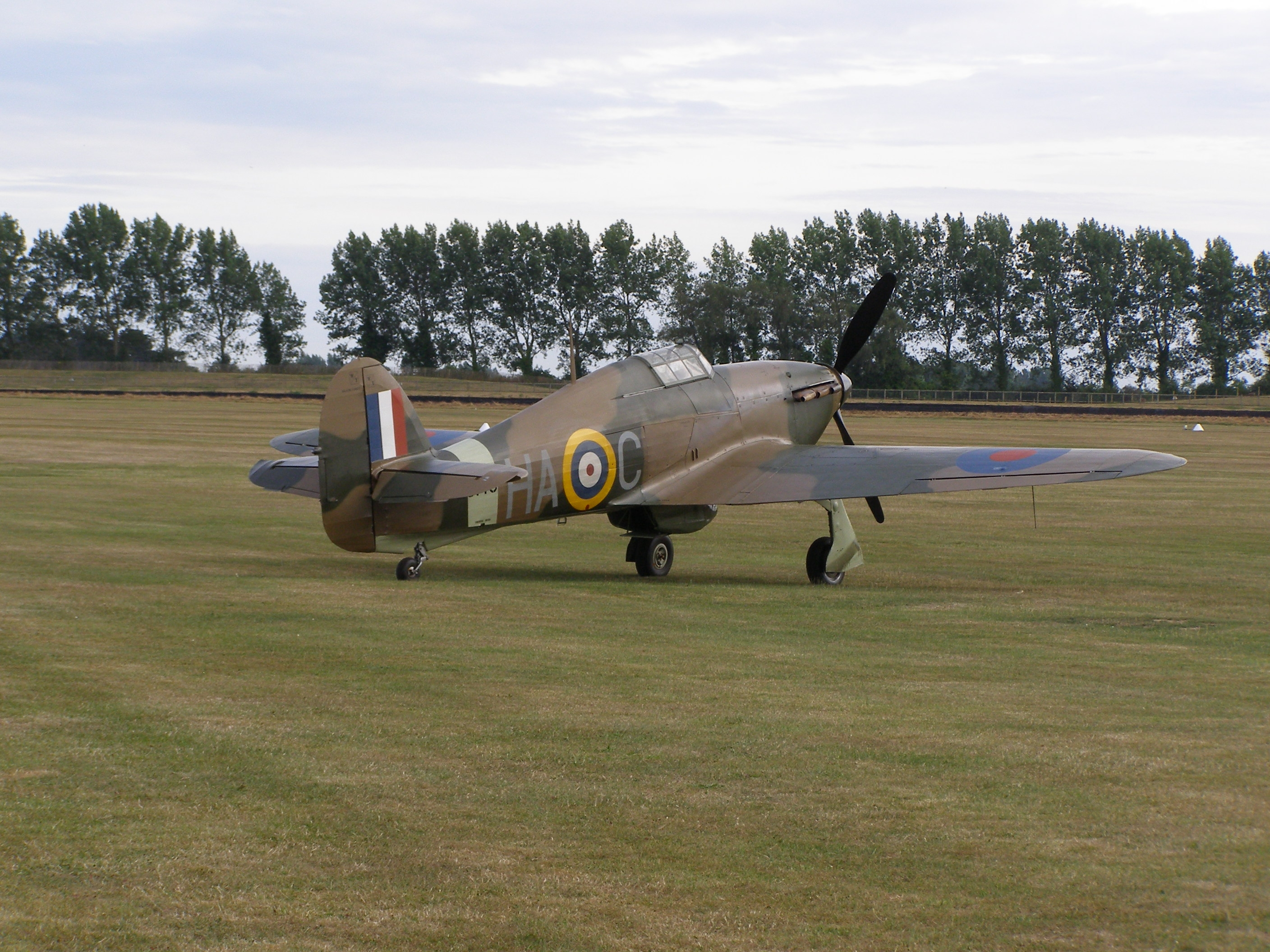
Hurricane Mk XII de fabricación canadiense pintado como Hurricane Mk IIB Z5140 del 126 Escuadrón de la RAF.

#### Hurricane Mk X
Variante de fabricación canadiense. Utilizado como caza y cazabombardero, estaba propulsado por un motor Packard Merlin 28 de 969 kW (1300 hp) y montaba ocho ametralladoras de 7,7 mm en las alas. En total, fueron fabricados 490 ejemplares.

#### Hurricane Mk XI
Variante de fabricación canadiense. 150 fabricados. 

#### Hurricane Mk XII
Variante de fabricación canadiense. Utilizado como caza y cazabombardero, estaba propulsado por un Packard Merlin 29 de 969 kW (1300 hp). Inicialmente estaba armado con 12 ametralladoras de 7,7 mm, pero posteriormente fueron cambiadas por cuatro cañones de calibre 20 mm. 248 unidades, incluidas conversiones del Hurricane IIC, un ejemplar con esquíes.

#### Hurricane Mk XIIA
Variante de fabricación canadiense. Utilizado como caza y cazabombardero, estaba propulsado por un Packard Merlin 29 de 969 kW (1300 hp) y armado con ocho ametralladoras de 7,7 mm. 150 aparatos enviados a la URSS y Birmania en 1943.

### Sea Hurricane

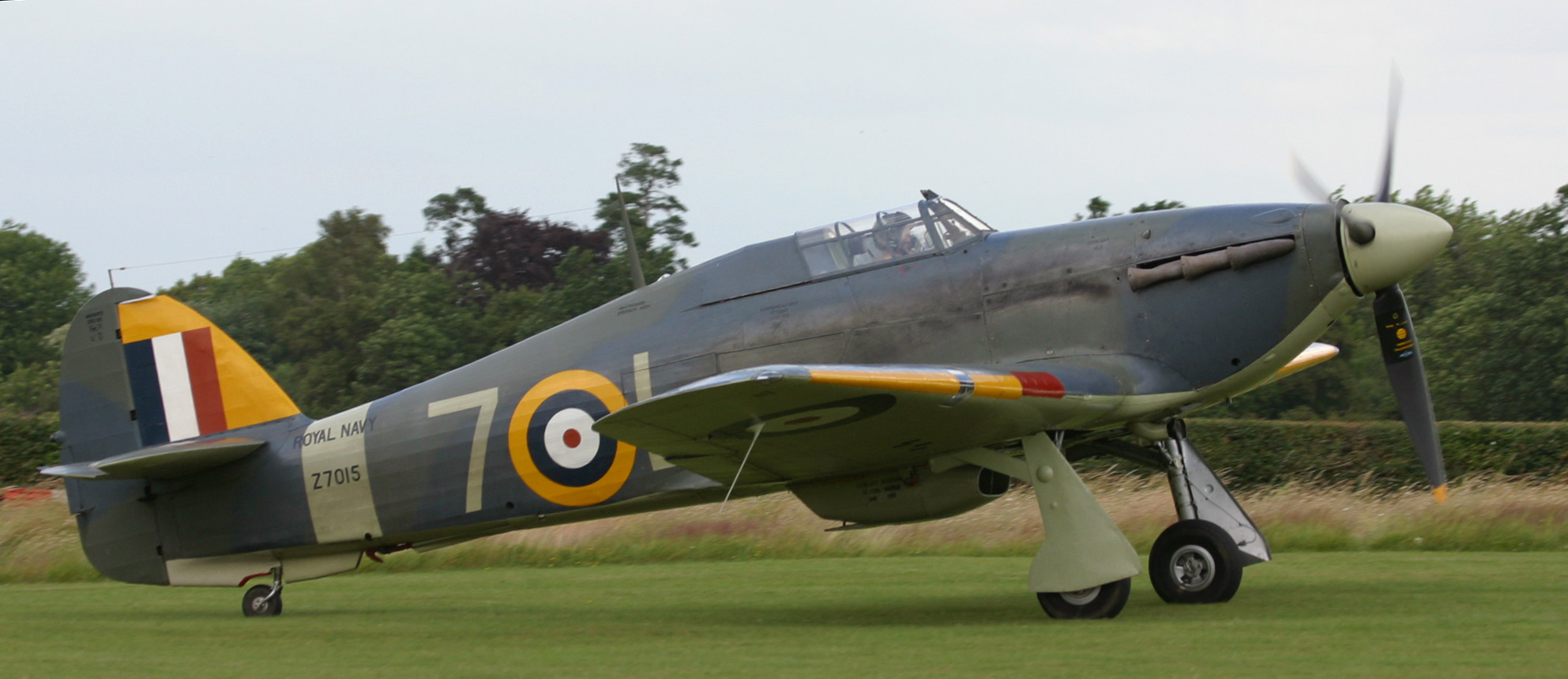
Sea Hurricane de la Marina Real Británica, se le puede ver el gancho de parada justo delante de la rueda trasera.

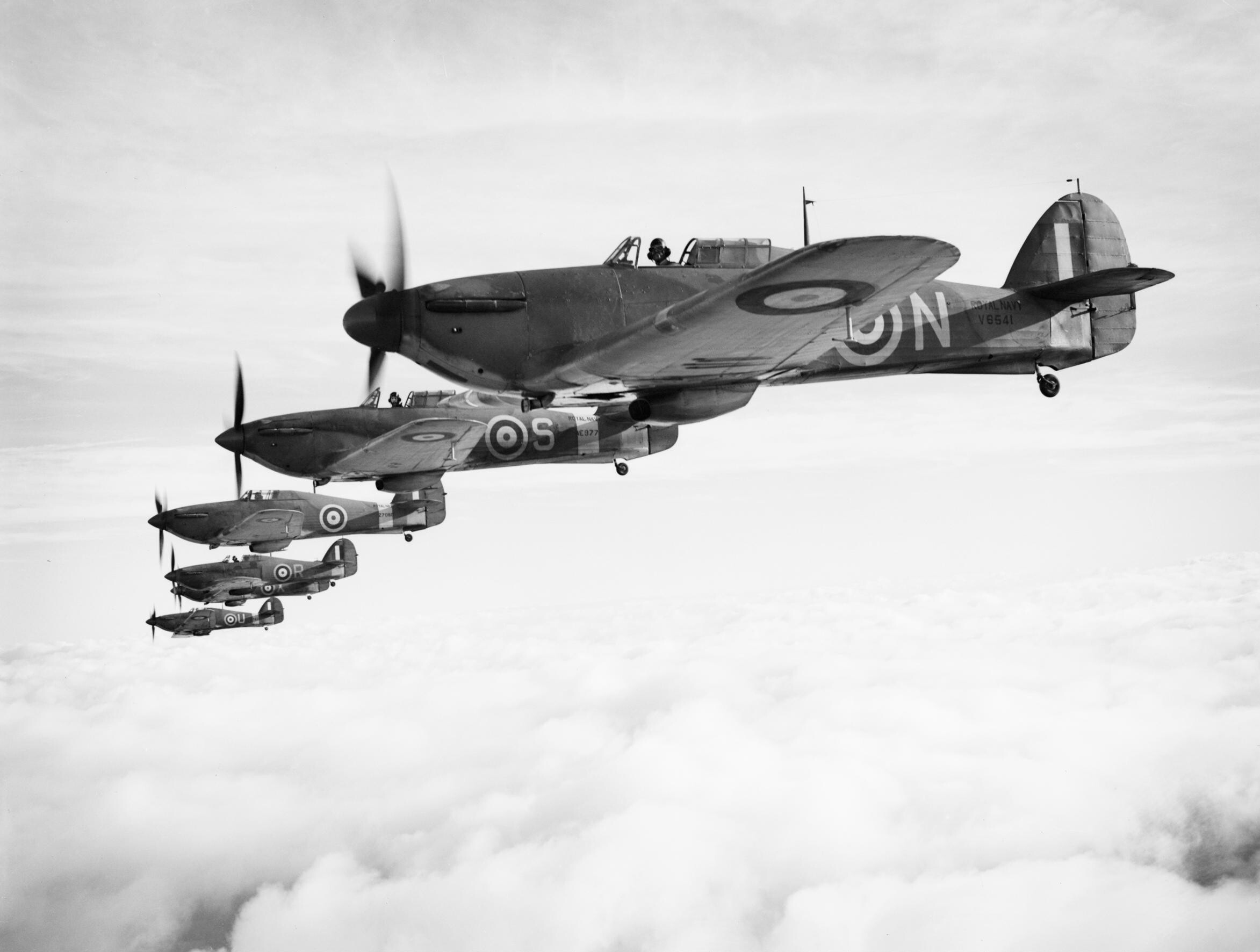
Varios Sea Hurricane Mk IB en formación, diciembre de 1941.

#### Sea Hurricane Mk IA
El Sea Hurricane Mk IA era una modificación del Hurricane Mk I realizada por General Aircraft Limited. Las conversiones afectaron a aproximadamente 250 aviones, que fueron modificados para ser portados por los buques CAM (Catapult Aircraft Merchantman, buques mercantes británicos equipados con un catapulta propulsada por cohete que lanzaba un único Sea Hurricane conocido como Hurricat o Catafighter), cuya tripulación era completamente civil, pero los Hurricane eran tripulados y atendidos por personal de la RAF, o por los Fighter Catapult Ships, que eran buques auxiliares de la Marina Real Británica cuyos aviones eran operados por el Fleet Air Arm. Estos eran buques de carga equipados con una catapulta para lanzar un avión, pero no disponían de mecanismos para recuperarlos. Por lo tanto, si el avión no podía llegar a una base en tierra, los pilotos se veían forzados a saltar en paracaídas o amerizar. Ambas opciones tenían problemas: siempre había una posibilidad de golpearse con alguna parte del fuselaje al saltar afuera del avión, y varios pilotos murieron de esta forma. Por otra parte, amerizar el Hurricane también era problemático, la carcasa del radiador actuaba con freno de agua, provocando el hundimiento del morro del caza al golpear el agua, a la vez que facilitaba la inundación del interior de la aeronave, de modo que era conveniente una salida rápida antes que el avión se hundiera. Entonces el piloto tenía que ser recogido por el buque. A fin de cuentas, eran necesarias más de ochenta modificaciones para convertir un Hurricane en un Sea Hurricane, por ejemplo se necesitaban nuevos equipos de radio para adecuarse a los usados por la Aviación Naval Británica y nueva instrumentación que marcara la velocidad en nudos, en vez de en millas por hora. Informalmente eran conocidos como Hurricats. La mayoría de los aviones modificados habían sufrido desgaste por uso de servir en los escuadrones de la línea del frente, tanto fue así, que al menos un ejemplar usado durante los ensayos se rompió bajo el estrés provocado por el lanzamiento en catapulta. Un total de 50 aviones fueron convertidos de la versión Hurricane Mk I. Los Hurricane lanzados desde los buques CAM fueron usados en 8 misiones operativas, en las que derribaron 6 aviones enemigos, con la pérdida de un piloto de Hurricane. El primer derribo conseguido por un Sea Hurricane Mk IA fue un Fw 200C Condor, el 2 de agosto de 1941.

#### Sea Hurricane Mk IB
Hurricane Mk I adaptado para ser lanzado desde catapulta y equipado con gancho de parada. A partir de julio de 1941, operaron desde el portaaviones HMS Furious; y a partir de octubre del mismo año fueron usados en portaaviones mercantes (buques MAC), que eran grandes buques de carga con una cubierta de vuelo que permitía lanzar y recuperar los aviones. Fueron convertidos a esta versión un total de 340 aviones. La primera victoria aérea conseguida por un Sea Hurricane IB ocurrió el 31 de julio, cuando los Sea Hurricane del 880 Escuadrón, operando desde el HMS Furious derribaron un hidroavión Dornier Do 18.

#### Sea Hurricane Mk IC
Hurricane Mk I adaptado a la catapulta, con gancho de parada y la ala de cuatro cañones. Fueron convertidos 400 aviones desde febrero de 1942. El Sea Hurricane Mk IC fue usado en la Operación Pedestal y sus motores Merlin III fueron modificados sobrepotenciados, generando más de 1400 hp a baja altitud. El teniente R. J. Cork fue acreditado con 5 derribos mientras pilotaba un Sea Hurricane Mk IC durante la Operación Pedestal.

#### Sea Hurricane Mk IIC
Versión del Hurricane Mk IIC equipada con equipo de radio naval; 400 aviones fueron convertidos y usados en portaaviones. El motor Merlin XX en los Sea Hurricane generaba 1460 hp a 6250 pies de altura y 1435 hp a 11 000 pies. La velocidad máxima era de 322 mph a 13 500 pies y 342 mph a 22 000 pies.

#### Sea Hurricane Mk XIIA
Hurricane Mk XIIA de fabricación canadiense convertidos en Sea Hurricane.

### Versiones de reconocimiento

#### Hurricane PR (Photo Reconnaissance)
En Egipto se convirtieron algunos Hurricane Mk I para realizar tareas de reconocimiento. Los primeros tres ejemplares fueron modificados en enero de 1941. Dos de estos portaban una pareja de cámaras fotográficas F24 con lentes de distancia focal de 8 pulgadas, y el tercero llevaba una F24 vertical y dos oblicuas con lentes de distancia focal de 14 pulgadas, montadas en la parte trasera del fuselaje, cerca de borde de salida del ala, con un carenado detrás de la carcasa del radiador. En marzo de 1941 fueron convertidos cinco Hurricane más, mientras que en abril de 1941 fueron transformados de manera similar otros dos en Malta. En octubre de 1941, un lote de seis Hurricane Mk II fueron convertidos a PR Mark II, y por último, a finales de 1941 fueron adaptados en torno a 12 aviones. El PR Mark II se dice que era capaz de superar los 563 km/h y podía ascender hasta los 11 600 m.

#### Hurricane Tac R
Para tareas cerca de las líneas de frente, algunos Hurricane fueron convertidos en aviones de Reconocimiento Táctico (Tac R). Incorporaron un equipo de radio adicional para el enlace con fuerzas terrestres que estaban en mejor posición para dirigir al avión. Algunos Hurricane Tac R también disponían de una cámara vertical en la parte trasera del fuselaje, de modo que para compensar el peso extra podía ser despojado de ametralladoras o cañones. Externamente, estos aviones sólo se distinguían por la ausencia de armamento.

## Historia operacional

### Batalla de Francia
Después de estallar la guerra, en lo que se ha llamado la Batalla de Francia en mayo de 1940, la RAF había perdido 200 unidades sólo en Hurricane. Dowding decidió no enviar más escuadrones a Francia y reservarlos para la inminente, al parecer, invasión de Inglaterra, ya que en su opinión Francia estaba irremediablemente perdida.

«Si nuestra fuerza de defensa aérea se malgasta en un esfuerzo desesperado de salvar la situación en Francia, la derrota en Francia conllevará la derrota final, completa e irremediable de este país.»
Hugh Dowding a Winston Churchill

Para cuando empezaron los primeros combates de julio de 1940 en la Batalla de Inglaterra, la RAF ya se había recuperado de estas pérdidas, un mes más tarde ya contaba con 29 escuadrones, y en las semanas más activas y hostiles de la batalla, finales de agosto y primeros de septiembre de ese mismo año, la RAF contaba ya con 32 escuadrones sólo de Hurricane, en comparación con los 18 de Spitfire.

### Batalla de Inglaterra
Durante ese verano/otoño de 1940, con los escuadrones de Spitfire exhaustos, así como los pilotos de todo el Mando de Caza, la fuerza de Hurricane tuvo que vérselas irremediablemente frente a los superiores Bf 109 y contener, en un papel decisivo, a la Luftwaffe.
Una vez más, el sufrido, noble y castigado caza debió llevar consigo la mayor parte del peso del enfrentamiento.
A finales de junio de 1940, después de la caída de Francia, la mayoría de los 36 escuadrones de caza de la RAF estaban equipados con aviones Hurricane. La Batalla de Inglaterra oficialmente duró desde el 10 de julio hasta el 31 de octubre de 1940, pero los combates más intensos tuvieron lugar entre el 8 de agosto y el 21 de septiembre. Tanto el Supermarine Spitfire como el Hawker Hurricane son reconocidos por su labor en la defensa de Gran Bretaña contra la Luftwaffe. Generalmente, los Spitfire se encargaban de interceptar los cazas alemanes, mientras los Hurricane se concentraran en los bombarderos. El segundo consiguió el mayor número de victorias de la RAF durante ese periodo, contabilizando 1593 de las 2739 reivindicadas.[cita requerida]

#### El Hurricane en combate
Como caza, el Hurricane tenía algunos inconvenientes. Era más lento que los Spitfire I y II y que el Messerschmitt Bf 109E, y sus gruesas alas comprometían la aceleración, aunque tenía un radio de giro menor que estos otros cazas. A pesar de sus deficiencias en rendimiento contra el Bf 109, el Hurricane aún era capaz de vencer al caza alemán, especialmente a bajas altitudes, donde predominaba la maniobrabilidad.
La táctica estándar de los Bf 109 era el llamado Boom and zoom (B&Z), tratar de ascender más alto que los cazas de la RAF y lanzarse hacia ellos en un picado y a gran velocidad. El Hurricane podía y solía evadir esas tácticas a través de giros cerrados en el ataque o realizando un picado en «tirabuzón», maniobras siempre de un combate de ángulos que el 109, con su pobre radio de giro a baja altitud, le costaba contrarrestar.
Si el 109 caía en este combate de ángulos o dogfight, el Hurricane era tan capaz como el Spitfire. Si el 109 conseguía poner distancia de por medio y entrar en una persecución, su mayor velocidad y rendimiento le permitía zafarse fácilmente y decidir las circunstancias de un nuevo combate. En septiembre de 1940 comenzó a entrar en servicio el Hurricane más potente, el Mk IIA Series 1, aunque sólo en pequeñas cantidades. Esta versión tenía una velocidad máxima de 550 km/h.
La única Cruz Victoria de la Batalla de Inglaterra, y la única concedida a un miembro del Mando de Caza durante la guerra, fue otorgada al teniente (Flight Lieutenant, flg. lt.) James Brindley Nicolson del Escuadrón 249 de la RAF, como resultado de la acción del día 16 de agosto de 1940, cuando su sección, formada por tres cazas Hurricane, fue atacada desde arriba por cazas pesados bimotores Bf 110. Los tres fueron alcanzados simultáneamente. Nicolson fue gravemente herido, y su Hurricane fue dañado y quedó envuelto en llamas. Mientras intentaba salir de la cabina, Nicolson se dio cuenta de que uno de los Bf 110 había sobrepasado su avión. Regresó a su asiento, en una cabina envuelta por el fuego, apuntó al enemigo, y pudo derribar al Zerstörer.

#### Problemas del diseño
Como ya se ha indicado anteriormente, el Hurricane era una plataforma de disparo muy estable y robusta, como se pone de manifiesto en el hecho de que varios aparatos habían sido gravemente dañados y, sin embargo, pudieron regresar a base; algunos de ellos sin más daño que agujeros de proyectil en el fuselaje (de tela en muchas ocasiones). Pero, si bien era robusto y estable, la construcción del Hurricane hacía que fuera peligroso en caso de que el avión se incendiase; los armazones de madera y la cubierta de tela de la parte trasera del fuselaje significan que el fuego podría propagarse a través de la estructura trasera con bastante facilidad.
Además, el depósito de combustible agravaba la precariedad del fuselaje delantero, pues fue situado justo enfrente del panel de instrumentos, sin ningún tipo de protección entre este y el piloto. Muchos pilotos de Hurricane sufrieron graves quemaduras a consecuencia de las llamas que podían atravesar el panel cuando se incendiaba el depósito. El problema se convirtió en una preocupación para el Mariscal del Aire Sir Hugh Dowding, que ordenó a Hawker revestir los depósitos con un material resistente al fuego llamado Linatex. Algunos pilotos de Hurricane entendían que los depósitos de las alas eran tanto o más peligrosos que el depósito del fuselaje cuando eran atacados desde atrás, pese a que también disponían de revestimiento Linatex. No obstante, la protección se centró en el depósito del fuselaje, pero resultó que los de las alas eran el principal riesgo de incendio, tal y como estimaban los pilotos.
Una de las lecciones aprendidas en combate fue que incluso ocho ametralladoras de .303 (7,7 mm) no garantizaban un derribo en los rápidos combates aéreos que se estaban produciendo.[cita requerida] A pesar de eso, desde el 10 de julio al 11 de agosto, por ejemplo, los cazas de la RAF dispararon a 114 bombarderos alemanes y derribaron 80, logrando una proporción de destrucción del 70 %. Contra los Bf 109, los cazas de la RAF atacaron a 70 y derribaron 54, un 77 %. Parte del éxito de los cazas británicos posiblemente fue debido al uso de la munición incendiaria Wilde.
Al igual que en el Spitfire, el motor Merlin sufría cortes de alimentación con fuerzas g negativas, un problema que no fue solucionado hasta la introducción del orificio de Miss Shilling a principios de 1941.[cita requerida]

### Norte de África

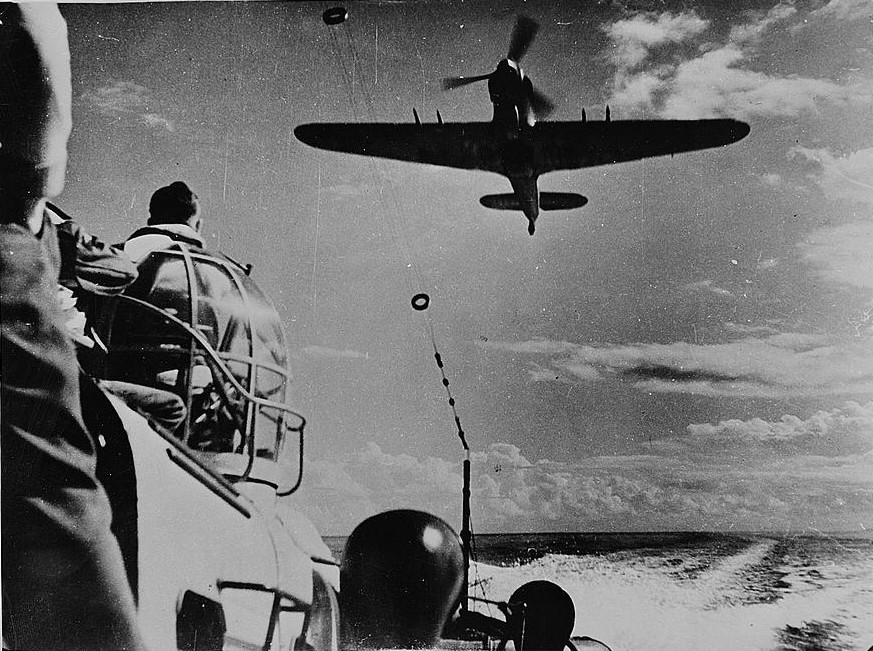
Un Hurricane Mk.IIC sobrevolando la costa norteafricana en 1943.

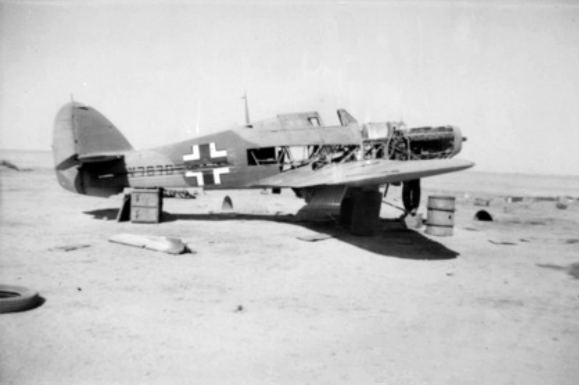
Hawker Hurricane capturado en la campaña de África del Norte.

El Hurricane Mk II fue tropicalizado precipitadamente después de la entrada de Italia en la guerra en junio de 1940. Esos aviones inicialmente fueron enviados por aire a través de Francia al 80.º Escuadrón de la RAF en Egipto como reemplazo de los anticuados Gloster Gladiator. El Hurricane consiguió su primera victoria en el Mediterráneo el 19 de junio de 1940, cuando el piloto P.G. Wykeham-Barnes informó haber derribado dos Fiat CR.42 italianos. 
Los Hurricane estuvieron en servicio en varios escuadrones con la Fuerza Aérea del Desierto de la Mancomunidad de Naciones británica. Estos sufrieron grandes pérdidas en el Norte de África después de la llegada de las variantes E y F del caza alemán Bf 109 y a partir de junio de 1941 fueron reemplazados progresivamente en la función de caza de superioridad aérea por los Curtiss P-40 de procedencia estadounidense. Sin embargo, las variantes cazabombardero (conocidos como «Hurribombers») mantuvieron su ventaja en el papel de ataque a tierra, gracias a su impresionante armamento formado por cuatro cañones de 20 mm y una carga de bombas de hasta 230 kg (500 libras).
A partir de noviembre de 1941, comenzando en el desierto de Libia, tuvo que hacer frente un nuevo y formidable oponente: el Macchi C.202 de la Regia Aeronautica. El avión italiano demostró ser superior al caza de Hawker. El C.202, gracias a su excelente agilidad y a un nuevo, y más potente, motor V12, podía superar al Hurricane en un combate cerrado.
Durante la andanada de artillería de cinco días de El Alamein que comenzó la noche del 23 de octubre de 1942 y los días siguientes, seis escuadrones de Hurricane afirmaron haber destruido 39 carros de combate, 212 camiones y blindados de transporte de tropas, 26 camiones cisterna, 42 piezas de artillería, otros 200 vehículos de varios tipos y cuatro pequeños almacenes de combustibles y municiones del enemigo, tras realizar 842 salidas, con la pérdida de 11 pilotos. Mientras actuaban en un papel de apoyo a tierra, los Hurricane con base en RAF Castel Benito, Trípoli, destruyeron 6 tanques, 13 vehículos blindados, 10 camiones, 5 semiorugas, una pieza de artillería y su remolque, y una camioneta el 10 de marzo de 1943, sin sufrir ninguna pérdida.

### Defensa de Malta
El Hurricane jugó un papel importante en la defensa de Malta. Cuando Italia entró en la guerra el 10 de junio de 1940, la defensa aérea de Malta se basaba en cazas biplano Gloster Gladiator que lograron resistir contra un número muy superior de aviones de la Regia Aeronautica italiana durante los 17 días siguientes. A finales de junio se unieron cuatro Hurricane, y juntos, a lo largo del mes de julio, se enfrentaron a los ataques de los 200 aviones enemigos con base en Sicilia, con la pérdida de un Gladiator y un Hurricane. El 2 de agosto llegaron más refuerzos en forma de 12 aviones Hurricane adicionales y dos Blackburn Skua, los aviones fueron transportados en el HMS Argus en la conocida como Operación Hurry.
El número cada vez mayor de aviones británicos en la isla llevó a los italianos a emplear bombarderos en picado alemanes Junkers Ju 87 para intentar destruir los aeródromos. Finalmente, en un intento de superar la fuerte resistencia ofrecida por estos pocos aviones, la Luftwaffe se estableció en los aeródromos sicilianos, sólo para descubrir que Malta no era un blanco fácil. Después de numerosos ataques a la isla durante los siguientes meses, tiempo durante el que fueron enviados a la isla primero un lote 23 cazas Hurricane adicionales a finales de abril de 1941, y luego otro envío un mes más tarde, la Luftwaffe se fue de Sicilia para el Frente Oriental en junio de ese año.
Como Malta se situaba en la cada vez más importante ruta marítima de suministro para la Campaña en África del Norte, la Luftwaffe regresó para efectuar un segundo asalto a la isla a principios de 1942. No fue hasta marzo, momento en que el ataque estaba en su apogeo, cuando 15 cazas Spitfire salieron del portaaviones HMS Eagle para unirse con los Hurricane ya estacionados en Malta y reforzar la defensa, pero muchos de esos nuevos aviones se perdieron en tierra y fueron de nuevo los Hurricane quienes se llevaron la peor parte de los primeros combates, hasta la llegada de más refuerzos. En relación con este segundo e intensivo asalto sobre Malta, el comandante de ala P.B. "Laddie" Lucas es citado diciendo:

Durante semanas, un puñado de Hurricane II, ayudados por el control magistral del capitán de grupo A.B. Woodhall, se han encontrado, contra todo pronóstico, con el aumento de los implacables ataques del Field Marshal Kesselring sobre Gran Puerto y los aeródromos. Superados en número, habitualmente, por 12 o 14 a uno y, más tarde –con la llegada de los Bf 109F a Sicilia– superados en rendimiento, los pilotos de los pocos aviones viejos por los que el personal de tierra luchó valientemente por mantener en servicio, continuaron presionando en sus ataques, abriéndose paso a través de los cazas alemanes y nuestro fuego antiaéreo, para enfrentarse a los Ju 87 y Ju 88 cuando éstos picaban hacia sus objetivos.
Comandante de ala P.B. "Laddie" Lucas D.S.O., D.F.C.

### Defensa aérea en Rusia

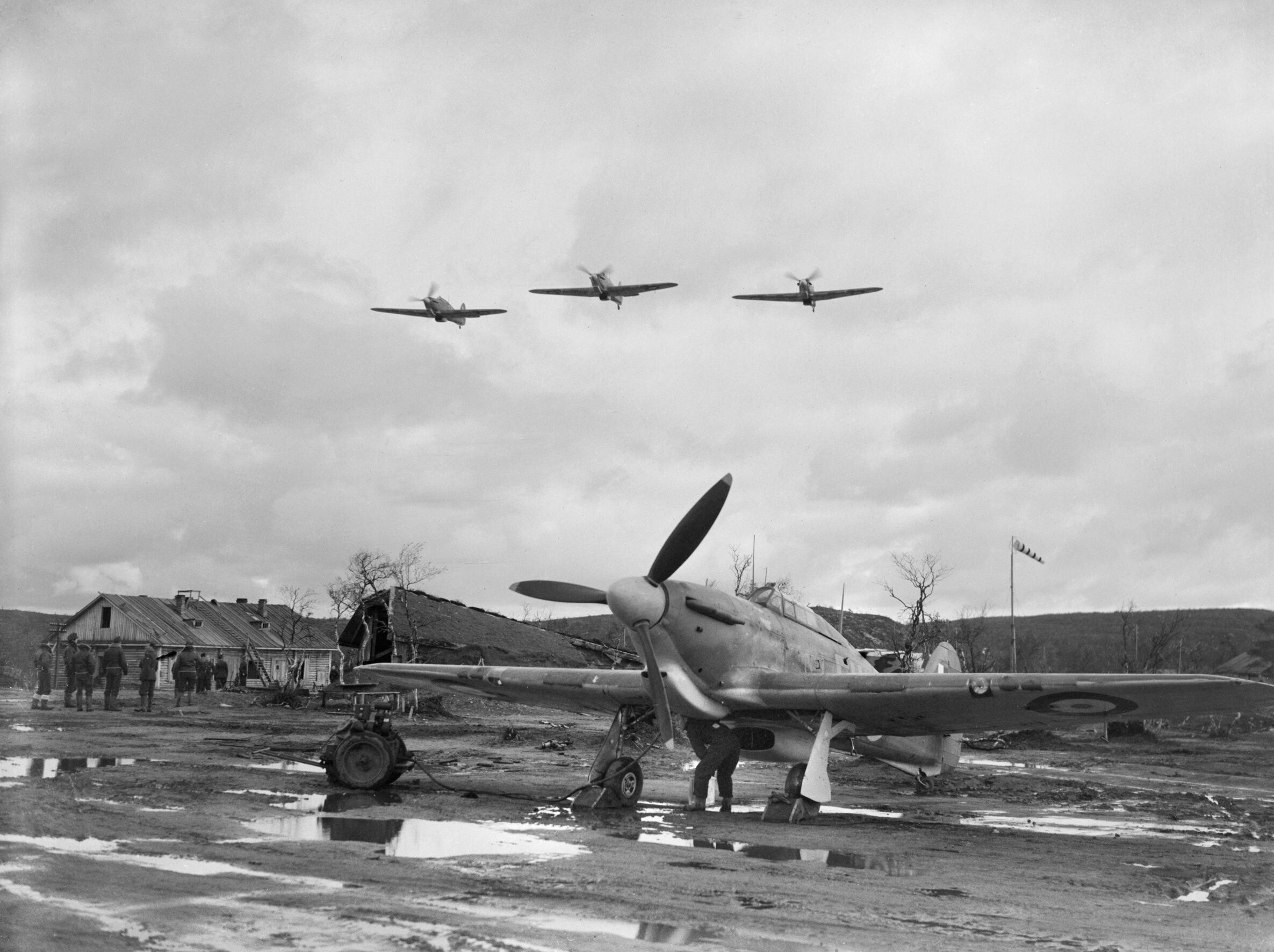
Hawker Hurricane Mk IIB en Murmansk, Unión Soviética, 1941.

El Hawker Hurricane fue el primer avión del Préstamo y Arriendo de los Aliados entregado a la Unión Soviética; sumando al final un total de 2952 aparatos entregados, el Hurricane se convirtió en el modelo de avión británico más común en servicio soviético. Los pilotos soviéticos se sintieron decepcionados con este caza de Hawker, considerándolo inferior tanto a los cazas alemanes como a los rusos.
Los Hurricane Mk.II jugaron un papel importante como defensa aérea en 1941, cuando la Unión Soviética se veía seriamente amenazada por el Ejército alemán aproximándose en un amplio frente, que se extendía desde Leningrado, pasando por Moscú, hasta los campos petrolíferos en el sur. La decisión del Reino Unido de ayudar a la Unión Soviética significaba tener que enviar suministros por mar hasta los puertos rusos de más al norte, y como los convoyes tenían que navegar al alcance de los ataques aéreos de la Luftwaffe con base en la vecina Finlandia, también decidieron enviar varios cazas Hurricane Mk.IIB, operados por los escuadrones N.º 81 y 134 de la 151.ª Ala de la RAF, para proporcionar protección. 24 fueron transportados en el portaaviones HMS Argus, llegando a Murmansk el 28 de agosto de 1941, y otros 15 aviones embalados a bordo de buques mercantes. Además de realizar las tareas de protección de sus convoyes, estos aviones también actuaron como escoltas de los bombarderos rusos.
La atención del enemigo en la zona disminuyó en octubre, momento en el que los pilotos de la RAF comenzaron a entrenar a sus homólogos soviéticos para que pilotaran los Hurricane ellos mismos. Hacia finales del año, la misión de la RAF finalizó, pero los aviones se quedaron y se convirtieron en los primeros de los miles de aviones aliados que fueron aceptados por la Unión Soviética. Aunque los pilotos soviéticos en general no estaban entusiasmados con el caza británico, al teniente coronel Safanov, héroe de la Unión Soviética, "...le encantaba el Hurricane..." y los Hurricane Mk.IIB de la RAF, operando desde territorio soviético en defensa de Murmansk, destruyeron 15 aviones de la Luftwaffe sufriendo únicamente una pérdida en combate. En algunas memorias de guerra soviéticas, el Hurricane es descrito de forma muy poco halagadora.
El Hurricane «soviético» tenía varios inconvenientes. Primero, era entre 40 y 50 km/h más lento que su principal oponente, el Messerschmitt Bf 109E, a bajas y medias altitudes, y tenía un menor régimen de ascenso. El Messerschmitt podía superar al Hurricane debido a la baja carga alar del caza británico. Pero la principal fuente de quejas era el armamento del Hurricane. Era habitual que las 8 o 12 ametralladoras de pequeño calibre no lograran dañar al robusto y fuertemente blindado avión alemán, por consiguiente, el personal de tierra soviético comenzó a sustituir las ametralladoras Browning. Manteniendo sólo cuatro o seis de las ametralladoras originales, les instalaron dos ametralladoras Berezin UB de 12,7 mm o bien dos, o incluso cuatro, cañones ShVAK de 20 mm, pero el rendimiento general del avión se deterioraba.
Cabe señalar que en el invierno de 1941-42, cuando la mayoría de los Hurricane se entregaron a la URSS, la Fuerza Aérea Soviética tenía una gran escasez de aviones modernos. Sin embargo, ya a finales de 1941, los Hurricane estaban tecnológicamente muy por debajo de los cazas alemanes. Con la llegada de los nuevos aviones soviéticos, el retraso con respecto a los Hurricane se hizo aún más notable. Por lo tanto, muchos mecánicos e ingenieros soviéticos hicieron todo lo posible para mejorar de alguna manera las características del avión. Se realizaron muchos cambios en las armas sobre el terreno incluso antes del inicio del programa oficial de modernización. La reserva se mejoró: el asiento blindado estándar del asiento del piloto (dos placas de acero de 4 mm) fue reemplazado por un asiento blindado del LaGG 3 o con asientos blindados retirados del I-16.
Las ametralladoras Browning de 7,62 mm fueron reemplazadas por UBK de 12,7 mm, o por un cañón ShVAK con dos ametralladoras de 12,7 mm y soportes para misiles RS-82. En la mayoría de los regimientos, los mecánicos generalmente equipaban a los Hurricane con cuatro o seis RS-82. Los problemas surgieron cuando los mecánicos intentaron usar agua en lugar de glicol para refrigerar el motor. Se hicieron cambios en el sistema de refrigeración, pero al final el anticongelante del propio Hurricane fue reemplazado por uno soviético, que funcionaba mejor a bajas temperaturas.
Las modificaciones "antitanque" IID y IV con cañones de 40 mm en contenedores aéreos, que llegaron a la URSS a través de Irán a principios de 1943, se destacan un poco. Los Hurricane IID entraron en la Fuerza Aérea Soviética después de que fueron retirados del servicio con las divisiones de la RAF en África del Norte. Nunca llegaron a ser usados en combate, solo se puede agregar que en la primavera de 1943 fueron utilizados para reentrenar al personal de vuelo en el Cáucaso Norte.
En el verano de 1942, los Jorobados, o Khariton, como los llamaban los pilotos soviéticos (Khariton era un nombre masculino popular en el siglo XIX), se usaron en grandes cantidades en las flotas del Báltico y del Norte, en los Regimientos de fuerza aérea en los Frentes de Karelsky, Kalininsky, Noroeste y Vorónezh, así como en numerosos regimientos de defensa aérea en todo el país.
Las unidades de defensa aérea se convirtieron en el principal ámbito de aplicación de los Hurricane en la segunda mitad de la guerra. Los Hurricane comenzaron a llegar allí prácticamente a partir de diciembre de 1941, pero a partir de finales de 1942 este proceso se aceleró de forma abrupta. Esto se vio facilitado por la llegada desde Inglaterra de aviones de la modificación IIC con cuatro cañones Hispano de 20 mm. En ese momento, ningún caza soviético tenía un armamento tan poderoso. Al mismo tiempo, las pruebas del Hurricane IIC mostraron que era incluso más lento que la modificación IIB (debido a su mayor peso). Era completamente inadecuado para los combates aéreos, pero para los bombarderos enemigos era un peligro considerable. Por tanto, no es de extrañar que la mayoría de los vehículos de este tipo entregados a la URSS acabaran en regimientos de defensa aérea. Tenían, por ejemplo, el 964, que cubrió en 1943-44 la carretera de Tikhvin y Ladoga.
Es interesante que cuando el Hurricane Mk IIC comenzó a entrar en la RAF a mediados de 1941, durante algunos meses llegaron relativamente más a la URSS que a Inglaterra y los países de la Commonwealth británica.
Si el 1 de julio de 1943 había 495 Hurricane en la defensa aérea, entonces el 1 de junio de 1944 ya había 711. Sirvieron allí durante toda la guerra, derribando un total de 252 aviones enemigos.

### Birmania, Ceilán, Singapur e Indias Orientales Neerlandesas

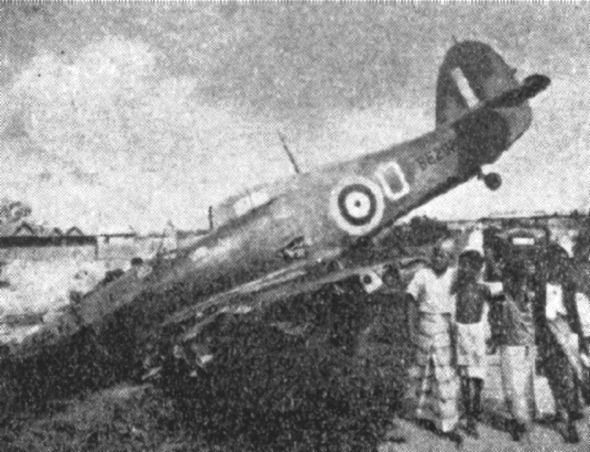
Hawker Hurricane Mk.II del 232.º Escuadrón de la RAF derribado el 8 de febrero de 1942 durante la Batalla de Singapur.

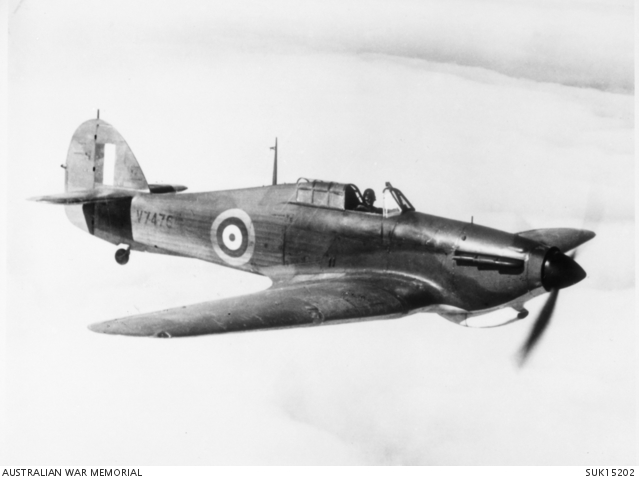
El Hurricane V7476, que fue evacuado de Singapur, fue el único Hurricane con base en Australia durante el conflicto. Nótese el filtro de aire tropicalizado para operar en el Pacífico.

Tras el estallido de la guerra con Japón, se enviaron por mar 51 aviones Hurricane Mk.II en cajones a Singapur, con 24 pilotos, el núcleo de cinco escuadrones. Estos llegaron el 3 de enero de 1942, por entonces los escuadrones de cazas aliados en Singapur, equipados con el modelo Brewster Buffalo, habían sido aplastados en la Campaña de Malasia. La fuerza de cazas del Servicio Aéreo del Ejército Imperial Japonés había sido subestimada en su capacidad y número, especialmente los Nakajima Ki-43 y la estrategia de sus comandantes.
Una vez en su destino, en 48 horas estos 51 Hurricane ya estaban montados y listos para ser probados. 21 estuvieron listos para servir a los tres días, gracias a los esfuerzos de la 151.ª Unidad de Mantenimiento. Los Hurricane sufrieron en rendimiento, ya que fueron equipados con 12 ametralladoras, en vez de 8. Esto los hacía más lentos para ascender y más pesados de maniobrar, aunque eran más efectivos en la destrucción de bombarderos.
Los pilotos recién llegados formaron el 232.º Escuadrón de la RAF. Adicionalmente, el 488.º Escuadrón de la RNZAF, antes equipado con aviones Buffalo, fue equipado con aeronaves Hurricane. El 18 de enero, los dos escuadrones formaron la base del 226.º Grupo. El 232.º Escuadrón se hizo operacional el 22 de enero y sufrió las primeras pérdidas y victorias del Hurricane en el Sudeste Asiático.
Entre el 27 y el 30 de enero, otros 48 Hurricane (Mk.IIA) llegaron en el portaaviones HMS Indomitable, desde donde volaron hasta los aeródromos con nombre en clave P1 y P2, cerca de Palembang, Sumatra, en las Indias Orientales Neerlandesas. 
Por culpa de sistemas de alerta temprana inadecuados, los ataques aéreos japoneses fueron capaces de destruir 30 aviones Hurricane en tierra con base en Sumatra, la mayoría de ellos en un ataque realizado el 7 de febrero. Después de la llegada a Singapur de los japoneses, el 10 de febrero, los aviones que quedaban de los escuadrones 232.º y 488.º fueron retirados a Palembang. Sin embargo, los paracaidistas japoneses iniciaron la invasión de Sumatra el 13 de febrero. Los Hurricane destruyeron seis buques de transporte japoneses el 14 de febrero, pero se perdieron siete aviones en el proceso. El 18 de febrero, los restantes aviones aliados y su personal asociado fueron trasladados a Java. En ese momento, solo quedaban 18 Hurricane en servicio de los 99 iniciales.[cita requerida]
Después de que Java fuera invadida, algunos de los pilotos fueron evacuados por mar a Australia. Un avión que aún no había sido montado fue transferido a la Real Fuerza Aérea Australiana (RAAF), convirtiéndose en el único Hurricane que estuvo en servicio en Australia, con unidades de entrenamiento y otras unidades que no eran de combate.
Los Hurricane del 30.º Escuadrón de la RAF también entraron en acción en Ceilán, cuando los cazas y bombarderos de la flota del almirante Nagumo atacaron Colombo el 5 de abril de 1942 y el puerto de Trincomalee el 9 de abril del mismo año. En torno a 20 Hurricane de la RAF en Ceilán se enfrentaron a 120 cazas Mitsubishi A6M Zero bajo mando del capitán Mitsuo Fuchida de la Armada Imperial Japonesa, quien dirigió el ataque sobre Pearl Harbor.

### Operaciones como avión embarcado

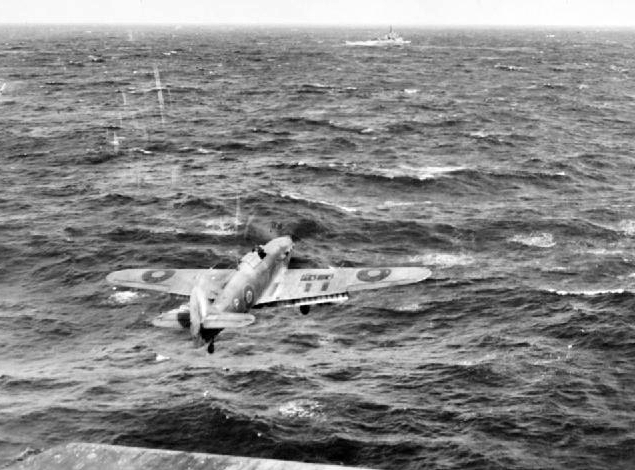
Un Sea Hurricane del 825º Escuadrón de la Royal Navy despegando desde el HMS Vindex en marzo de 1944, durante la escolta de un convoy.

La versión naval Sea Hurricane entró en servicio operacional a mediados de 1941 y consiguió su primer derribo el 31 de julio del mismo año, operando desde el portaaviones HMS Furious. Durante los tres años siguientes, los Sea Hurricane del Arma Aérea de la Flota ocuparon un lugar destacado operando desde portaaviones de la Armada Real. El Sea Hurricane logró una impresionante proporción de victorias-pérdidas, principalmente defendiendo los Convoyes de Malta y operando desde portaaviones de escolta en el Océano Atlántico. Como ejemplo, el 26 de mayo de 1944 los Sea Hurricane de la Armada Real, que operaban desde el portaaviones HMS Nairana, se atribuyeron la destrucción de tres aviones de reconocimiento Junkers Ju 290 durante la defensa de un convoy.

### Epílogo
Las batallas sobre Arakan (Birmania) en 1943 representaron el último uso a gran escala del Hurricane como caza diurno puro. No obstante, los Hurricane continuaron siendo usados en el papel de cazabombardero en Birmania hasta el final de la guerra y ocasionalmente también se vieron involucrados en combates aéreos. Por ejemplo, el 15 de febrero de 1944, el oficial Jagadish Chandra Verma, del 6º Escuadrón de la Fuerza Aérea India, derribó un Nakajima Ki-43 japonés: siendo esta la única victoria de la Fuerza Aérea India de la guerra.
El Hurricane permaneció en servicio como cazabombardero sobre los Balcanes y en Birmania y Gran Bretaña, donde fue usado principalmente para realizar tareas de segunda línea y ocasionalmente pilotado por ases de la aviación. Por ejemplo, a mediados de 1944, el as 'Jas' Storrar pilotó el Hurricane N.º 1687 para entregar correo prioritario a los ejércitos aliados en Francia durante la Invasión de Normandía.

## Operadores
El Hawker Hurricane, debido a su construcción robusta y fácil mantenimiento, disfrutó de una larga vida operacional en todos los teatros de la guerra, pilotado por fuerzas tanto Aliadas como del Eje. Sirvió en las fuerzas aéreas de diversos países, algunas veces de forma «involuntaria», como en el caso de los Hurricane que se vieron obligados a realizar aterrizajes forzosos en países neutrales.
| - Alemania - Luftwaffe - Argentina - Fuerza Aérea Argentina - Australia - Real Fuerza Aérea Australiana - Bélgica - Fuerza Aérea Belga - Canadá - Real Fuerza Aérea Canadiense - Reino de Egipto - Francia - Finlandia - Reino de Grecia - India Británica - Irán - Irlanda - Reino de Italia - Japón | - Nueva Zelanda - Noruega - Indias Orientales Neerlandesas - Polonia - Portugal - Reino Unido - Real Fuerza Aérea británica - Marina Real británica (Se utiliza como el Sea Hurricane) - Reino de Rumania - Unión Sudafricana - Turquía - Unión Soviética - Reino de Yugoslavia - República Democrática Federal de Yugoslavia |

## Supervivientes
De los más de 14 500 aviones Hurricane fabricados, sólo quedan doce en condiciones de vuelo en todo el mundo, pero existen otros ejemplares para exposición estática conservados en varios museos de distintos países, principalmente en el Reino Unido, Estados Unidos y Canadá.

## Especificaciones

### Hurricane Mk.I (caza)
Referencia datos: Holmes 1999.

### Características generales
- Tripulación: Uno (piloto)
- Carga: 500 kg para armas
- Longitud: 9,6 m (31,4 ft)
- Envergadura: 12,2 m (40 ft)
- Altura: 4 m (13,1 ft)
- Superficie alar: 24 m² (258 ft²)
- Peso vacío: 2308 kg (5086,8 lb)
- Peso cargado: 2994 kg (6598,8 lb)
- Peso máximo al despegue: 3024 kg (6664,9 lb)
- Planta motriz: 1× motor lineal V12 refrigerado por líquido Rolls Royce Merlin II o III.
  - Potencia: 1030 hp
- Hélices: Bipala de madera y paso fijo Watts (Mk I)

### Rendimiento
- Velocidad máxima operativa (Vno): 512 km/h (318 MPH; 276 kt)
- Radio de acción: km
- Alcance en combate: 716 km (387 nmi; 445 mi)
- Alcance en ferry: km
- Techo de vuelo: 10 100 m (33 136 ft)
- Régimen de ascenso: 14,1 m/s (2776 ft/min)

### Armamento
- Ametralladoras: 

  - 8x Browning .303 de 7,70 mm (0,303 pulgadas)

### Hurricane Mk.IIC (cazabombardero)
Referencia datos: Jane's Fighting Aircraft of World War II, Holmes 1999.

### Características generales
- Tripulación: Uno (piloto)
- Carga: 500 kg (1102 lb) para armas
- Longitud: 9,8 m (32,3 ft)
- Envergadura: 12,2 m (40 ft)
- Altura: 4 m
- Superficie alar: 23,9 m² (257,5 ft²)
- Peso vacío: 2605 kg (5741,4 lb)
- Peso cargado: 3480 kg (7669,9 lb)
- Peso máximo al despegue: 3950 kg (8705,8 lb)
- Planta motriz: 1× motor lineal V12 refrigerado por líquido Rolls-Royce Merlin XX.
  - Potencia: 884 kW (1185 HP; 1201 CV) a 6400 m
- Hélices: Tripala metálica de velocidad constante y paso variable «de Havilland» o «Rotol»

### Rendimiento
- Velocidad máxima operativa (Vno): 547 km/h (340 MPH; 295 kt) a 6400 metros de altitud
- Alcance: 965 km (521 nmi; 600 mi)
- Techo de vuelo: 10 970 m (35 991 ft)
- Régimen de ascenso: 14,1 m/s (2776 ft/min)
- Carga alar: 121,9 kg/m² (25 lb/ft²)
- Potencia/peso: 0,25 kW/kg

### Armamento
- Cañones: 

  - 4x Hispano Mk II de 20 mm
- Puntos de anclaje: 2 con una capacidad de 500 kg aprox., para cargar una combinación de:  
  - Bombas: 2× bombas de propósito general (GP) de 110 o 230 kg (250 o 500 lb) cada una
  - Otros: 2× depósitos de combustible auxiliares (finales de 1941)

### Características generales
- Tripulación: Uno (piloto)
- Carga: 500 kg (1102 lb) para armas
- Longitud: 9,8 m (32,2 ft)
- Envergadura: 12,2 m (40 ft)
- Altura: 4 m
- Superficie alar: 23,9 m² (257,5 ft²)
- Peso vacío: 2790 kg (6149,2 lb)
- Peso cargado: 3833 kg (8447,9 lb)
- Planta motriz: 1× motor lineal V12 refrigerado por líquido Rolls-Royce Merlin 32.
  - Potencia: 1208 kW (1620 HP; 1642 CV) a 6.400 m
- Hélices: tripala metálica de velocidad constante y paso variable «de Havilland» o «Rotol»

### Rendimiento
- Velocidad máxima operativa (Vno): 531 km/h (330 MPH; 287 kt) a 6400 metros de altitud
- Alcance: 965 km (521 nmi; 600 mi)
- Techo de vuelo: 10 970 m (35 991 ft)
- Régimen de ascenso: 14,1 m/s (2776 ft/min)
- Carga alar: 121,9 kg/m² (25 lb/ft²)
- Potencia/peso: 0,25 kW/kg

### Armamento
- Cañones: 

  - 4x Hispano Mk II de 20 mm
- Puntos de anclaje: 2 con una capacidad de 500 kg aprox., para cargar una combinación de:  
  - Bombas: 2× Bombas de propósito general (GP) de 110 o 230 kg (250 o 500 lb) cada una
  - Cohetes: 8x RP-3

### Hurricane Mk.X
Referencia datos: skytamer

### Características generales
- Tripulación: Uno (piloto)
- Longitud: 9,6 m (31,4 ft)
- Envergadura: 12,2 m (40 ft)
- Altura: 4 m (13,1 ft)
- Superficie alar: 23,9 m² (257,6 ft²)
- Peso vacío: 2479 kg (5463,7 lb)
- Peso cargado: 3280 kg (7229,1 lb)
- Planta motriz: 1× motor lineal V12 refrigerado por líquido Packard V-1650 28.
  - Potencia: 1.300 hp
- Hélices: tripala

### Rendimiento
- Velocidad máxima operativa (Vno): 527 km/h (327 MPH; 285 kt)
- Alcance: 748 km (404 nmi; 465 mi)
- Radio de acción: km
- Alcance en ferry: km
- Techo de vuelo: 10 100 m (33 136 ft)
- Régimen de ascenso: 14,1 m/s (2776 ft/min)

### Armamento
- Ametralladoras: 

  - 8x Browning .303 de 7,70 mm (0,303 pulgadas)

### Hurricane Mk XI
Referencia datos: classicwarbirds.co

### Características generales
- Tripulación: Uno (piloto)
- Longitud: 9,8 m (32,2 ft)
- Envergadura: 12,2 m (40 ft)
- Altura: 4 m
- Superficie alar: 23,9 m² (257,5 ft²)
- Peso vacío: 2790 kg (6149,2 lb)
- Peso cargado: 3833 kg (8447,9 lb)
- Planta motriz: 1× motor lineal V12 refrigerado por líquido Packard V-1650 28.
  - Potencia: 969 kW (1300 HP; 1318 CV) a 6400 m
- Hélices: tripala metálica de velocidad constante y paso variable «de Havilland» o «Rotol»

### Rendimiento
- Velocidad máxima operativa (Vno): 545 km/h (339 MPH; 294 kt) a 6400 metros de altitud
- Alcance: 740 km (400 nmi; 460 mi)
- Techo de vuelo: 10 970 m (35 991 ft)
- Régimen de ascenso: 14,1 m/s (2776 ft/min)
- Carga alar: 121,9 kg/m² (25 lb/ft²)
- Potencia/peso: 0,25 kW/kg

### Armamento
- Ametralladoras: 

  - 8x Browning M1919 de 7,7 mm

### Hurricane Mk XII
Referencia datos: armedconflicts.com

### Características generales
- Tripulación: Uno (piloto)
- Longitud: 9,8 m (32,2 ft)
- Envergadura: 12,2 m (40 ft)
- Altura: 4 m (13,1 ft)
- Superficie alar: 23,9 m² (257,5 ft²)
- Peso vacío: 2260 kg (4981 lb)
- Peso cargado: 3023 kg (6662,7 lb)
- Planta motriz: 1× motor lineal V12 refrigerado por líquido Packard V-1650 29.
  - Potencia: 969 kW (1300 HP; 1318 CV) a 6400 m
- Hélices: tripala metálica de velocidad constante y paso variable «de Havilland» o «Rotol»

### Rendimiento
- Velocidad máxima operativa (Vno): 531 km/h (330 MPH; 287 kt) a 6400 metros de altitud.
- Velocidad crucero (Vc): 331,5
- Alcance: 740 km (400 nmi; 460 mi)
- Techo de vuelo: 10 970 m (35 991 ft)
- Régimen de ascenso: 14,1 m/s (2776 ft/min)
- Carga alar: 121,9 kg/m² (25 lb/ft²)
- Potencia/peso: 0,25 kW/kg

### Armamento
- Ametralladoras: 

  - 12x Browning M1919 de 7,7 mm o

- Cañones: 

  - 4x Hispano-Suiza HS.404 de 20 mm

## Aeronaves relacionadas

### Desarrollos relacionados
- Hawker Typhoon
- Hawker Fury

### Aeronaves similares
- Heinkel He 112
- Messerschmitt Bf 109
- Curtiss P-36
- Curtiss P-40
- Morane-Saulnier M.S.406
- Macchi C.200
- Miles M.20
- Supermarine Spitfire
- Polikarpov I-16
- Yakovlev Yak-1
- Rogozarski IK-3

### Secuencias de designación
- Secuencia P._ (interna de Hawker): P.1000 - P.1001 - P.1002 - P.1003 - P.1004 - P.1005 →